# Juan Manuel de Rosas
Juan Manuel de Rosas, nacido como Juan Manuel José Domingo Ortiz de Rozas y López de Osornio (Buenos Aires, 30 de marzo de 1793-Southampton, 14 de marzo de 1877), fue un  estanciero, militar y político argentino que, en el año 1829, tras derrotar al general Juan Lavalle en la batalla de Puente de Márquez, asumió el cargo de gobernador de la provincia de Buenos Aires y, entre 1835 y 1852, llegó a ser el principal caudillo de la Confederación Argentina. Su influencia sobre la historia argentina fue tan grande que el período marcado por su dominio de la política nacional es conocido como la época de Rosas.

## Origen familiar y primeros años
Juan Manuel José Domingo Ortiz de Rozas y López de Osornio nació el 30 de marzo de 1793 en Buenos Aires, capital del Virreinato del Río de la Plata. Su nacimiento se produjo en el solar propiedad de su madre, Agustina López de Osornio, que había habitado su abuelo materno Clemente López de Osornio, situado en la calle que en ese entonces se denominaba Santa Lucía, actual calle Sarmiento, entre las calles Florida y San Martín, en la ciudad de Buenos Aires.

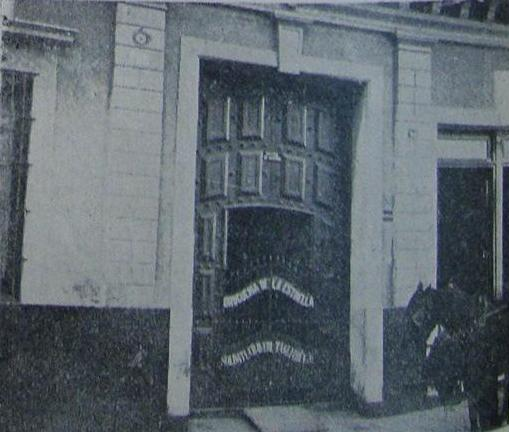
Casa donde nació Rosas, actual calle Sarmiento entre las calles San Martín y Florida.

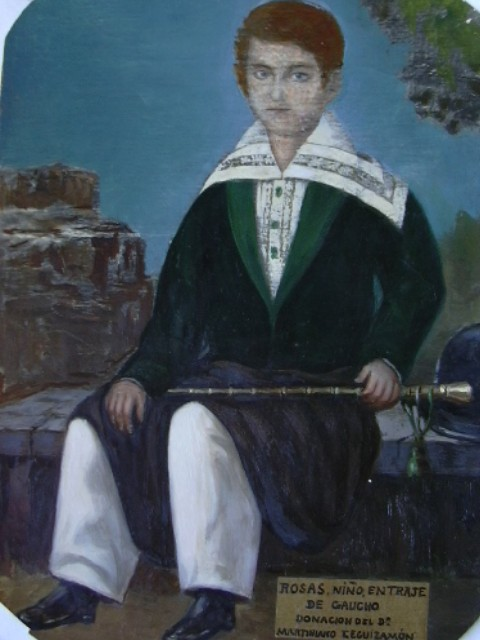
Retrato de Juan Manuel de Rosas, cuando era un niño.

Era hijo del militar León Ortiz de Rozas (Buenos Aires, 1760-1839), nieto de Domingo Ortiz de Rozas y Rodillo (Sevilla, 9 de agosto de 1721 - Buenos Aires, 1785) y bisnieto de Bartolomé Ortiz de Rozas y García de Villasuso (n. Rozas del valle de Soba, España, 4 de septiembre de 1689); por lo tanto, pertenecía al linaje de los Ortiz de Rozas, que tienen su origen en el pueblo de Rozas del valle de Soba, en La Montaña de Castilla la Vieja –actual Cantabria– perteneciente a la Corona de España. Juan Manuel era, además, sobrino bisnieto de Domingo Ortiz de Rozas, gobernador de Buenos Aires de 1742 a 1745 y capitán general de Chile desde 1746 hasta 1755, cuya gestión de gobierno fue premiada con el título de conde de Poblaciones.
Ingresó a los ocho años de edad en el colegio privado que dirigía Francisco Javier Argerich. Desde esta primera etapa escolar mostró su espíritu travieso y destacó como el alumno más aventajado de su curso. Al año de entrar, ya se había hecho célebre entre sus compañeros, camaradas con los cuales no dejaba de compartir los regalos que su padre le brindaba, desde dinero hasta sus mejores ropas. A su vez, desde su juventud se disciplinó en las tareas del campo, demostrando vocación por las actividades rurales; a pesar de esto, Juan Manuel interrumpió sus estudios para participar, contando trece años de edad, en la Reconquista de Buenos Aires en 1806 y posteriormente se enroló en la compañía de niños del Regimiento de Migueletes y combatió en la Defensa de Buenos Aires en 1807, ambos hechos durante las invasiones inglesas, donde fue distinguido por su valor. Según el historiador Adolfo Saldías,

Se llevó a su casa de la calle Cuyo a varios de sus jóvenes amigos, los incitó a la pelea, los armó como pudo y se presentó a la cabeza de ellos al general Liniers.

Este bautismo de guerra logró aumentar el prestigio del joven hacendado.

## Formación de su carácter y de su fortuna
Más tarde se retiró al campo de su madre, una gran estancia de la pampa bonaerense. En el "Rincón de López" daba rienda suelta a su temperamento indómito y a sus fugas montaraces como jinete consumado, para recorrer largas extensiones de campo. Fue allí donde todos sus subordinados empezaron a tomar una singular simpatía a Rosas, que se revelaba franco y jovial. Al producirse los sucesos que culminaron con la Revolución de Mayo de 1810, Rosas contaba 17 años y se mantuvo al margen de ellos, de la evolución política posterior, y de la guerra de independencia de la Argentina.  
Ya cercano a los 18 años, en uno de sus viajes a Buenos Aires, Juan Manuel de Rosas conoció a Encarnación Ezcurra y Arguibel, mujer de los mismos gustos e idéntica ubicación social.
En 1813, pese a la oposición materna –que Rosas venció al hacer creer a su madre que la joven estaba embarazada– se casó con Ezcurra, con quien tuvo tres hijos: Juan Bautista, nacido el 30 de julio de 1814, María, nacida el 26 de marzo de 1816 y fallecida al día siguiente, y Manuela, conocida como Manuelita y nacida el 24 de mayo de 1817, quien luego sería su compañera inseparable.
Poco después, debido a un entredicho que tuvo con su madre, devolvió a sus padres los campos que administraba para formar sus propios emprendimientos ganaderos y comerciales. Además se cambió el apellido «Ortiz de Rozas» por «Rosas», cortando simbólicamente la dependencia de su familia. Comenzó a llevar a cabo sus propias actividades económicas, sin admitir el capital que le ofreció su padre, y, gracias a sus contactos, su experiencia y su educación, no le fue dificultoso obtener clientes valiosos. Entre sus clientes más importantes se contaron los ingleses radicados en Buenos Aires.
Fue administrador de los campos de sus primos Nicolás y Tomás Manuel de Anchorena; este último ocuparía cargos importantes dentro de su gobierno, ya que Rosas siempre le tuvo un especial respeto y admiración. En sociedad con Luis Dorrego –hermano del coronel Manuel Dorrego– y con Juan Nepomuceno Terrero fundó un saladero; era el negocio del momento: la carne salada y los cueros eran casi la única exportación de la joven nación. Acumuló una gran fortuna como ganadero y exportador de carne vacuna, distante de los acontecimientos que condujeron al Virreinato del Río de la Plata a la emancipación formal del dominio español en 1816.
Por esos años conoció al doctor Manuel Vicente Maza, quien se convirtió en su patrocinador legal, en especial en una causa que sus propios padres habían entablado contra él. Más tarde fue un excelente consejero político.
En 1818, por presión de los abastecedores de carne de la capital, el director supremo rioplatense Juan Martín de Pueyrredón tomó una serie de medidas en contra de los saladeros. Rápidamente, Rosas cambió de rubro: se dedicó a la producción agropecuaria en sociedad con Dorrego y los Anchorena, que también le encargaron la dirección de su estancia Camarones, al sur del río Salado.

## Inicios de su carrera militar y política
Al año siguiente, en 1819, compró la estancia Los Cerrillos, en San Miguel del Monte. Allí organizó una compañía de caballería (aumentada al poco tiempo a regimiento), los Colorados del Monte, para combatir a los indígenas y a los cuatreros de la zona pampeana. Fue nombrado su comandante, y alcanzó el grado de teniente coronel.
Todo este recorrido le permitió obtener capital y tierras propias, logrando un imperio agrícola y ganadero. Esta primera etapa le permitió también a Juan Manuel de Rosas distinguirse por su carisma y llevar a cabo la construcción de vínculo con toda clase de gente: empresarios, políticos, militares, pero también peones e indígenas, que le serían posteriormente funcionales para su vida política.  
Por esos años también escribió sus famosas Instrucciones a los mayordomos de estancias, en la que detallaba con precisión las responsabilidades de cada uno de los administradores, capataces y peones. En ese librito demostraba su capacidad para administrar simultáneamente varias explotaciones con métodos muy efectivos, en un anticipo de su futura capacidad para administrar el estado provincial.
En 1820 concluyó la etapa del Directorio, con la renuncia de José Rondeau a consecuencia de la Batalla de Cepeda, que dio paso a la llamada Anarquía del Año XX. Fue en esa época que Rosas comenzó a involucrarse en la política, al contribuir a rechazar la invasión del caudillo Estanislao López al frente de sus Colorados del Monte. Participó en la victoria de Dorrego en el combate de Pavón pero, junto a su amigo el general Martín Rodríguez, se negó a continuar la invasión hacia Santa Fe, donde Dorrego fue derrotado en la batalla de Gamonal.
Con apoyo de Rosas y otros estancieros, Rodríguez fue elegido gobernador de la Provincia de Buenos Aires. El 1 de octubre estalló una revolución, dirigida por el coronel Manuel Pagola, que ocupó el centro de la ciudad. Rosas se puso a disposición de Rodríguez y, el día 5, inició el ataque, derrotando completamente a los rebeldes. Los cronistas de esos días recordaron la disciplina que reinaba entre los gauchos de Rosas, que fue ascendido al grado de coronel. Con Martín Rodríguez, el grupo de los estancieros empezó a tener un papel público.

### La «feliz experiencia»
Rosas fue parte de las negociaciones que concluyeron con el Tratado de Benegas, que puso fin al conflicto entre las provincias de Santa Fe y Buenos Aires. Fue el responsable del cumplimiento de una de las cláusulas secretas del mismo: entregar al gobernador Estanislao López 30 000 cabezas de ganado como reparación de los daños causados por las tropas bonaerenses en su territorio. La cláusula era secreta, para no «manchar el honor» de Buenos Aires. Así se iniciaba la alianza permanente que tendría esta provincia con la de Buenos Aires hasta 1852.
Llama la atención de los historiadores el enorme número de cabezas de ganado, pero el hecho es que las circunstancias habían cambiado mucho en pocos años. Los primeros años después de la disolución de los poderes nacionales fueron un período de paz y prosperidad en Buenos Aires, conocido como la «feliz experiencia», principalmente debido a que Buenos Aires dejó de colaborar en la guerra de Independencia y usufructuó en su exclusivo provecho las rentas de la Aduana, una fuente inagotable de riqueza que la provincia decidió no compartir con sus hermanas ni con ejércitos exteriores. Además fueron los años en que tomó forma definitiva el esquema económico centrado en la exportación de cueros y carne salada: toda la economía giraba en torno de las vacas, cuyo valor aumentó significativamente. Los grandes ganaderos, antes un grupo social sin mayor influencia, pasaron en esos años a dominar la economía y la política; y reunir treinta mil cabezas de ganado fue solamente una gestión política más, que no afectaba mayormente sus economías personales.
Entre 1821 y 1824, Rosas compró varios campos más, especialmente la estancia que había sido del virrey Joaquín del Pino y Rozas –conocida como Estancia del Pino, en el partido de La Matanza–, a la que llamó San Martín en honor del general José de San Martín. Durante esos años alternó su tradicional vida en el campo con su participación en las campañas militares al sur y una escasa actividad política en la capital.
También aprovechó la ley de enfiteusis promovida por el ministro Bernardino Rivadavia para aumentar sus campos. En lugar de ayudar a los pequeños hacendados, esta ley terminó dejando en poder de unos pocos grandes terratenientes la propiedad de alrededor de la mitad de la superficie de la provincia libre de influencia indígena.

### Primeras campañas al desierto y control de la frontera pampeana
La necesidad de tropas para la guerra de Independencia había dejado desguarnecida la frontera sur de la provincia. Sin embargo, durante la década de 1810 los blancos y los indígenas mantuvieron la paz que había caracterizado sus relaciones desde fines del siglo XVIII. Pero, tras una serie de episodios confusos en 1819, varias parcialidades indígenas, en particular los ranqueles fueron incitados a participar en los hechos de la Anarquía del Año XX por medio de sangrientos malones, que destruyeron por completo algunos pueblos, como Salto y Dolores. La respuesta del gobernador Rodríguez empeoró las cosas: en lugar de perseguir a los belicosos ranqueles, atacó en tres campañas sucesivas a los relativamente pacíficos indios «pampas» del sur, causándoles numerosos muertos y obligándolos a reaccionar violentamente.
Durante sus campañas al sur, Rodríguez contó repetidamente con el apoyo de Rosas al frente de los Colorados del Monte, tanto para las operaciones militares como para las negociaciones de paz que simultáneamente intentaba el gobernador. Participó, en consecuencia, en la fundación de varios pueblos, del Fuerte Independencia –la actual ciudad de Tandil– y, a órdenes del coronel Juan Lavalle, prestigioso héroe de la guerra de Independencia, de una expedición en que el agrimensor Felipe Senillosa delineó y estableció planos catastrales de los pueblos del sur de la provincia.
Durante la guerra del Brasil, el presidente Rivadavia lo nombró comandante de los ejércitos de campaña a fin de mantener pacificada la frontera con la población indígena de la región pampeana, cargo que volvió a ejercer después, durante el gobierno provincial del coronel Dorrego. Su política se orientó a mantener la paz con los indígenas, rompiendo con los métodos que durante años había usado Rodríguez, que se proponía su exterminio.

## Guerra civil y camino al poder
En 1827, el gobernador Manuel Dorrego –líder del Partido Federal porteño– nombró a Rosas comandante general de las milicias, con el objetivo principal de finalizar los saqueos y destrozos llevados a cabo por los indios del sur.
A su vez, el dirigente militar también logró ser representante de los propietarios rurales, socialmente conservadores e identificados con las tradiciones coloniales de la región. Estaba alineado con la corriente federalista, proteccionista, adversa a la influencia foránea y a las iniciativas de corte librecambistas preconizadas por el Partido Unitario.

### La revolución de diciembre

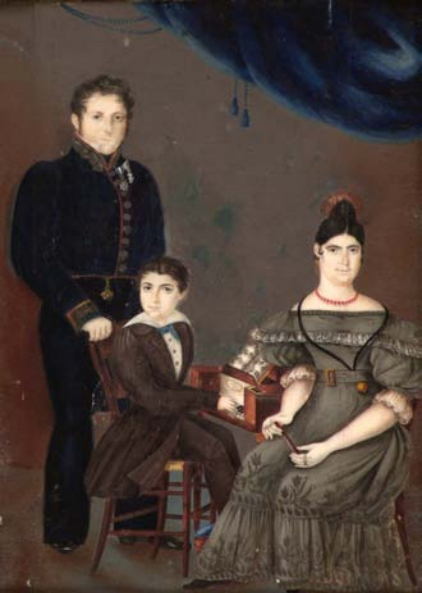
Retrato de Rosas junto a su esposa Encarnación Ezcurra y su hijo Juan, 1828.

En 1828, terminada la Guerra del Brasil, el gobernador Dorrego –por una intensa presión diplomática y financiera– firmó un tratado de paz que reconoció la independencia de Uruguay, y la libre navegación del Río de la Plata y de sus afluentes solo por parte de la Argentina y del Imperio del Brasil pero por el término acotado de quince años.
Al igual que parte de los estancieros porteños, que necesitaban el levantamiento del bloqueo naval impuesto por el Brasil, Rosas aprobó con entusiasmo la Convención de Paz. Escribió a Tomás Guido, uno de sus firmantes:

¡Qué frutos tan opimos ha dado a la República (...) la legación de sus hijos (Guido y Balcarce) al Janeiro! (...) la paz más honorífica que podíamos prometernos.(...) la guerra ha terminado de modo que nos colma de una noble relación...Es mi obligación tributar a usted la mayor gratitud.

En cambio, el tratado fue visto por los miembros del ejército en operaciones como una traición. Pocos días después del regreso de las tropas porteñas a la capital, en la madrugada del 1 de diciembre de 1828, el general Lavalle tomó el Fuerte de Buenos Aires y reunió a miembros del Partido Unitario en la iglesia de San Francisco –nominalmente en representación del pueblo–, siendo elegido gobernador. Siguiendo la misma lógica, disolvió la Junta de Representantes de Buenos Aires.
Rosas levantó la campaña contra los sublevados y reunió un pequeño ejército de milicianos y partidas federales, mientras Dorrego se retiraba al interior de la provincia para buscar su protección. Lavalle se dirigió con sus tropas a la campaña para enfrentar a las fuerzas federales de Rosas y Dorrego, a quienes atacó sorpresivamente en la batalla de Navarro, derrotándolos.
Debido a la disparidad existente entre las aguerridas y experimentadas fuerzas sublevadas bajo el mando de Lavalle, con respecto a las milicias que defendían al gobernador Dorrego, Rosas aconsejó a este retirarse a Santa Fe, para unir fuerzas con las de Estanislao López, pero el gobernador se negó, respondiendo: 

Señor don Juan Manuel: que usted me quiera dar lecciones de política, es tan avanzado como si yo me propusiera enseñar a usted cómo se gobierna una estancia.

Mientras Rosas se retiraba a Santa Fe, Dorrego decidió refugiarse en Salto, en el regimiento del coronel Ángel Pacheco. Pero, traicionado por dos oficiales de este –Bernardino Escribano y Mariano Acha–, fue enviado prisionero a Lavalle.

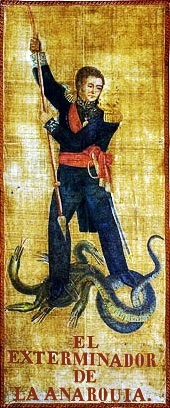
Afiche de la época de Rosas.

Incitado por los ideólogos unitarios, Lavalle ordenó su fusilamiento y se hizo cargo de toda la responsabilidad. En su última carta, escrita a Estanislao López, Dorrego pedía que su muerte no fuera causa de derramamiento de sangre; no obstante, su ejecución dio paso a una larga y sangrienta guerra civil, la primera en que estuvieron simultáneamente implicadas casi todas las provincias argentinas.
A principios de enero de 1829, el general José María Paz, aliado de Lavalle, iniciaba la invasión de la provincia de Córdoba, donde derrocaría al gobernador Juan Bautista Bustos. De ese modo se generalizó la guerra civil en todo el país.

### La victoria federal
Lavalle envió ejércitos en todas direcciones, pero varios pequeños caudillos aliados de Rosas organizaron la resistencia. Los jefes unitarios recurrieron a toda clase de crímenes para aplastarla, hecho poco difundido por la historiografía de las guerras civiles argentinas. El coronel Federico Rauch marchó hacia el sur, y una de sus columnas, al mando del coronel Isidoro Suárez, derrotó y capturó al mayor Manuel Mesa, que fue enviado a Buenos Aires, donde fue ejecutado. Al frente del grueso de su ejército, Lavalle avanzó hasta ocupar Rosario. Pero, poco después, López se dejó perseguir por Lavalle hasta unos campos donde hierbas tóxicas mataron a la mayoría de los caballos del general porteño, que se vio obligado a retroceder. López y Rosas persiguieron a Lavalle hasta cerca de Buenos Aires, derrotándolo en la batalla de Puente de Márquez, librada el 26 de abril de 1829. Tras la derrota y muerte de Rauch, y la locura del coronel Ramón Estomba, las tropas enviadas al interior de la provincia se encerraron en la capital, dejando todo el resto de la provincia a Rosas.
Mientras López regresaba a Santa Fe, Rosas sitió la ciudad de Buenos Aires. Allí crecía la oposición a Lavalle –a pesar de que los federales más notables habían sido expulsados–, sobre todo por el asesinato de Dorrego. Lavalle incrementó la persecución sobre los críticos, lo que llevaría mucho apoyo a Rosas en la ciudad que siempre fue la capital del unitarismo.

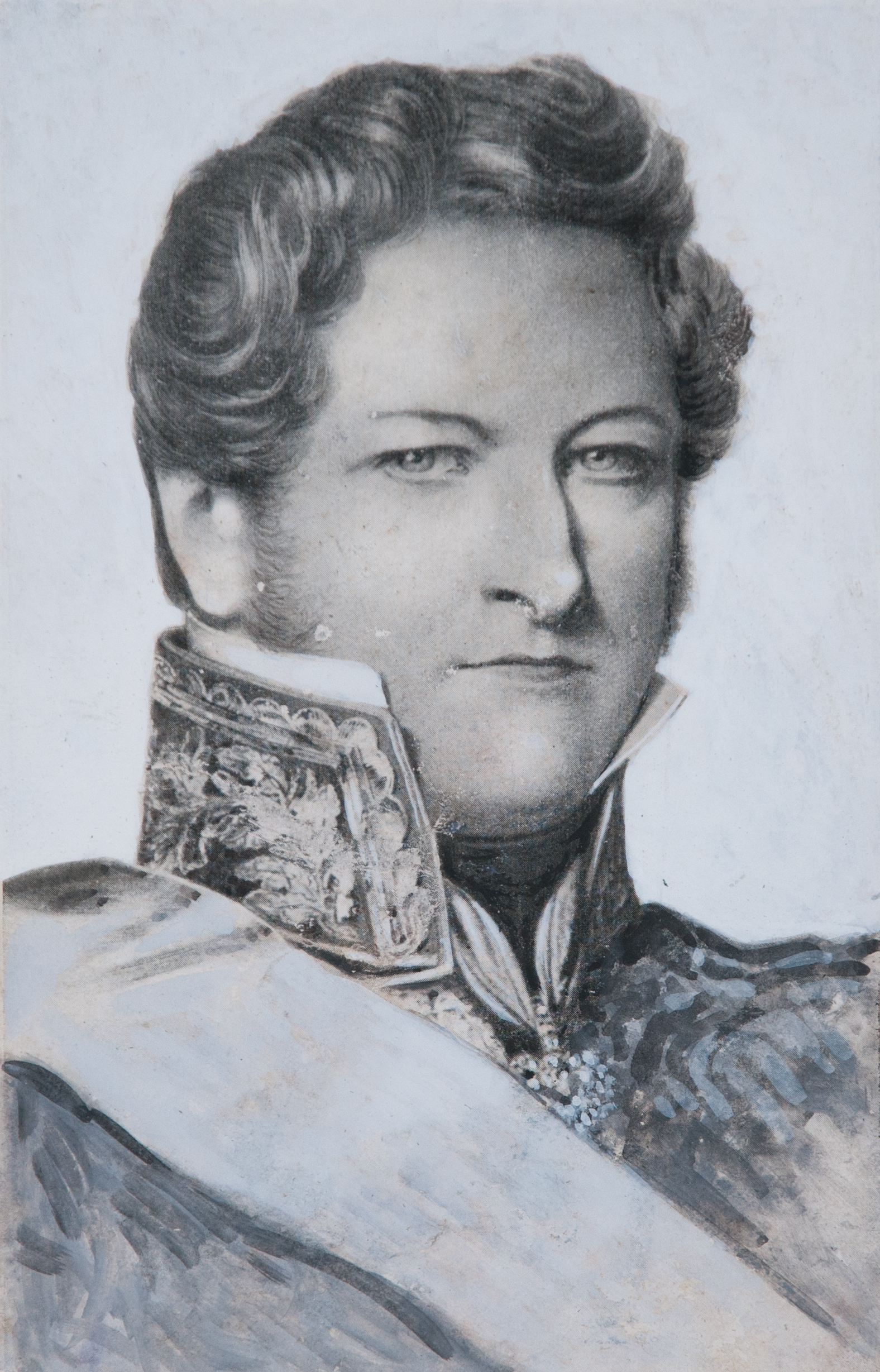
Retrato de Juan Manuel de Rosas, Museo del Bicentenario.

Tras varias semanas de encierro sin esperanza de levantar el sitio, Lavalle optó por una medida desesperada: se dirigió, completamente solo, al cuartel general de Rosas, la Estancia del Pino. Como este no se encontraba, se acostó a esperarlo en el catre de campaña de Rosas. Al día siguiente, 24 de junio, Lavalle y Rosas se trasladaron a la vecina estancia La Caledonia –propiedad de un tal Miller–, donde firmaron el Pacto de Cañuelas, que estipulaba que se llamaría a elecciones, en 
las que solo se presentaría una lista de unidad de federales y unitarios, y que el candidato a gobernador sería el coronel Félix de Álzaga.
Lavalle presentó el tratado con un mensaje que incluía una inesperada opinión sobre su enemigo:

Mi honor y mi corazón me imponen remover por mi parte todos los inconvenientes para una perfecta reconciliación... Y sobre todo ha llegado el caso de que veamos, tratemos y conozcamos de cerca de Juan Manuel de Rosas como a un verdadero patriota y amante del orden.

Pero los unitarios presentaron la candidatura de Carlos María de Alvear, y en elecciones especialmente violentas –al precio de treinta muertos– ganaron las elecciones. Las relaciones quedaron rotas nuevamente, obligando a Lavalle a un nuevo tratado, el pacto de Barracas, del 24 de agosto. Mucho más que antes, la fuerza estaba del lado de Rosas, de modo que ni siquiera hubo elecciones: el Pacto nombró gobernador al general Juan José Viamonte, quien llamó a la legislatura derrocada por Lavalle para que ejerciera el Poder Legislativo.

## Primer gobierno
La legislatura de Buenos Aires proclamó a Juan Manuel de Rosas como Gobernador de Buenos Aires el 8 de diciembre de 1829, honrándolo además con el título de Restaurador de las Leyes e Instituciones de la Provincia de Buenos Aires, y en el mismo acto le otorgó «todas las facultades ordinarias y extraordinarias que creyera necesarias, hasta la reunión de una nueva legislatura». No era algo excepcional: las facultades extraordinarias ya les habían sido conferidas a Manuel de Sarratea y a Martín Rodríguez en 1820, y a los gobernadores de muchas otras provincias en los últimos años; también Juan José Viamonte las había tenido.
El mismo día en que juró su cargo, declaró al diplomático uruguayo Santiago Vázquez:

Creen que soy federal; no señor, no soy de partido alguno sino de la Patria... En fin, todo lo que yo quiero es evitar males y restablecer las instituciones, pero siento que me hayan traído a este puesto.

Lo primero que hizo Rosas fue realizar un extraordinario funeral al general Dorrego, trayendo sus restos a la capital, con lo cual logró la adhesión de los seguidores del fallecido líder federal, sumando el apoyo del pueblo humilde de la capital al que ya tenía de la población rural.
Respecto a la forma de organización constitucional del estado y al federalismo, Rosas fue un pragmático. En cartas enviadas en 1829 al general Tomás Guido, al general Eustoquio Díaz Vélez y a Braulio Costa, el financista de Quiroga les escribía para informarles que

...el general Rosas es unitario por principio, pero que la experiencia le ha hecho conocer que es imposible adoptar en el día tal sistema porque las provincias lo contradicen, y las masas en general lo detestan, pues al fin sólo es mudar de nombre.

### La guerra civil en el interior
El general José María Paz había ocupado Córdoba y había derrotado a Facundo Quiroga en 1829. Rosas envió una comisión a mediar entre Paz y Quiroga, pero este fue derrotado y se refugió en Buenos Aires. Rosas le hizo dar un recibimiento triunfal –como si hubiese sido el vencedor– aunque el caudillo consideraba que la guerra había terminado para él.
Paz aprovechó la victoria para invadir las provincias de los aliados de Quiroga, colocando en ellos gobiernos unitarios. Los bandos quedaban definidos: las cuatro provincias del litoral, federales; las nueve del interior, unitarias y unidas desde agosto de 1830 en una Liga Unitaria, cuyo «supremo jefe militar» era Paz.
A los pocos meses, en enero de 1831, Rosas y Estanislao López impulsaron el Pacto Federal entre Buenos Aires, Santa Fe y Entre Ríos. Este –que sería uno de los «pactos preexistentes» mencionados en el Preámbulo de la Constitución de la Nación Argentina– tenía como objetivo poner un freno a la expansión del unitarismo encarnado en el general Paz. Corrientes se adheriría más tarde al Pacto, porque el diputado correntino Pedro Ferré intentó convencer a Rosas de nacionalizar los ingresos de la aduana de Buenos Aires e imponer protecciones aduaneras a la industria local. En este punto, Rosas sería tan inflexible como sus antecesores unitarios: la fuente principal de la riqueza y del poder de Buenos Aires provenía de la aduana.
El caudillo santiagueño Juan Felipe Ibarra, refugiado en Santa Fe, logró que López iniciara acciones contra Córdoba. Serían acciones guerrilleras, porque en ese tipo de acciones tenía ventaja sobre las disciplinadas tropas de Paz. A principios de 1831, el ejército porteño inició también las operaciones, al mando de Juan Ramón Balcarce; pero el ejército porteño nunca llegó a unirse al santafesino.
Cuando el coronel Ángel Pacheco derrotó a Juan Esteban Pedernera en la batalla de Fraile Muerto, Paz decidió hacerse cargo personalmente del frente oriental.
Por su lado, Quiroga decidió volver a la lucha. Pidió fuerzas a Rosas, pero este solo le ofreció los presos de las cárceles. Quiroga instaló un campo de entrenamiento y, cuando se consideró listo, avanzó sobre el sur de Córdoba. En el camino, Pacheco le entregó los pasados de Fraile Muerto: con ellos conquistó Cuyo y La Rioja en poco más de un mes.
La inesperada captura de Paz por un tiro de boleadoras de un soldado de López, el 10 de mayo de 1831, provocó un repentino cambio: Gregorio Aráoz de Lamadrid se hizo cargo del ejército unitario, con el que se retiró hacia el norte y fue vencido por Quiroga en la batalla de La Ciudadela, el 4 de noviembre, junto a la ciudad de Tucumán, con lo cual la Liga del Interior quedó disuelta.

### Convención de Santa Fe
En los meses siguientes, las provincias restantes se fueron adhiriendo al Pacto Federal: Mendoza, Córdoba, Santiago del Estero y La Rioja en 1831. Al año siguiente, Tucumán, San Juan, San Luis, Salta y Catamarca.
En cuanto terminó la guerra, los representantes de varias provincias anunciaron que, con la pacificación interior, había llegado la ocasión esperada para la organización constitucional del país. Pero Rosas argumentaba que primero se tenían que organizar las provincias y luego el país, ya que la constitución debía ser el resultado escrito de una organización que debía darse primero. Aprovechó una acusación del diputado correntino Manuel Leiva para acusarlo de tener ideas anárquicas y retirar su representante de la convención de Santa Fe. En agosto de 1832, la convención quedaba disuelta, y la oportunidad de organizar constitucionalmente el país se pospuso por otros veinte años.
Por un tiempo, el país quedó dividido en tres áreas de influencia: Cuyo y el noroeste, bajo el mando de Quiroga; Córdoba y el litoral, con gobiernos adictos a López; y Buenos Aires, gobernada por Rosas. Por unos años, este triunvirato virtual gobernaría el país, aunque las relaciones entre López y Quiroga nunca fueron buenas.
En 1832, en carta a Quiroga, Rosas le decía:

... siendo federal por íntimo convencimiento, me subordinaría a ser unitario si el voto de los pueblos fuese por la unidad.

### El gobierno de la provincia
El primer gobierno de Rosas en la Provincia de Buenos Aires fue un gobierno «de orden»; no fue una tiranía despótica, aunque más tarde los historiadores harían extensivas a su primer gobierno algunas características del segundo. En este primer momento se apoyó en algunos de los dirigentes del Partido del Orden de la década anterior, lo cual ha permitido que fuera acusado de ser el continuador del Partido Unitario, aunque con el tiempo se distanciaría de ellos.
Entre los hechos negativos se le atribuyó responsabilidad en la invasión británica de las islas Malvinas, aunque este hecho ocurrió el 3 de enero de 1833, durante el gobierno de Balcarce, que había sucedido a Rosas, el cual estaba emprendiendo su campaña al desierto. Estas islas, que habían sido objeto de disputa entre España e Inglaterra, se encontraban en posesión de España al momento de declararse la independencia argentina, e Inglaterra implícitamente reconoció la continuidad jurídica de los derechos argentinos sobre las posesiones españolas al celebrar el tratado de Amistad, Comercio y Navegación, firmado en Buenos Aires el 2 de febrero de 1825, a pocos años de la Independencia argentina y ratificado por el gobierno británico en el mes de mayo de ese mismo año. Además, las islas Malvinas habían sido pobladas por el Gobierno de Buenos Aires y se había designado un gobernador.
Esta primera administración de Rosas fue, también, un gobierno progresista: se fundaron pueblos, se reformaron el Código de Comercio y el de Disciplina Militar, se reglamentó la autoridad de los jueces de paz de los pueblos del interior y se firmaron tratados de paz con los caciques, con lo que se obtuvo una cierta tranquilidad en la frontera.
No obstante, la supremacía lograda no estuvo asociada a un apoyo incondicional de toda la población. Rosas debió enfrentar, por el contrario, una dura resistencia durante el curso de su gobierno.

## Interregno
A fines de 1832, la Legislatura de Buenos Aires reeligió a Rosas. Se dijo durante muchos años que rechazó su reelección porque no se le concedían las facultades extraordinarias, lo que no es exacto: no se sentía capaz de gobernar –ni quería hacerlo– sin la unanimidad de la opinión pública en su favor. Esperaría a que lo llamaran desesperadamente, mientras buscaba la forma de hacerse imprescindible.
En su lugar fue elegido Juan Ramón Balcarce, importante militar de la época de la Guerra de la Independencia Argentina y jefe de un grupo federal no rosista, a quien Rosas entregó el gobierno el 18 de diciembre de 1832.

### Campaña al Desierto
La llanura pampeana bonaerense había estado sometida al dominio blanco apenas en una franja estrecha junto al río Paraná y el Río de la Plata, por lo menos hasta la década de 1810. Desde entonces, la «frontera con el indio» se había adelantado hasta una línea que pasaba aproximadamente por las actuales ciudades de Balcarce, Tandil y Las Flores.
En cuanto Rosas dejó el gobierno a fines de 1832, a principios del siguiente año coordinó la campaña con los de Mendoza, de San Luis y de Córdoba para hacer una batida general, que además acompañaría a la otra que había comenzado a principios del mismo año el general Manuel Bulnes en Chile y en el extremo noroeste de la Patagonia oriental, específicamente en los alrededores de las lagunas de Epulafquen. La comandancia general le fue ofrecida a Facundo Quiroga, pero este no participó en ella. Rosas concentró y adiestró la tropa en su estancia de Los Cerrillos, cerca del fortín y pueblo de San Miguel del Monte.
El 6 de febrero de 1833 fue aprobada la ley que autorizaba al Poder Ejecutivo a negociar un crédito de un millón y medio de pesos m/c, para costear los gastos de la expedición, aunque al poco tiempo, el ministro de Guerra comunicó que no podría hacerse cargo de dicho objetivo, y por lo cual Rosas y Juan Nepomuceno Terrero terminaron suministrando ganado vacuno y caballar para el abastecimiento, sumado a que sus primos Anchorena, el doctor Miguel Mariano de Villegas,
Victorio García de Zúñiga y el entonces coronel Tomás Guido donaran dinero en efectivo para que pudieran iniciarla,
por lo cual, pudieron partir de allí en marzo del citado año.
La columna oeste, al mando de José Félix Aldao, recorrió un territorio que había sido «limpiado» de aborígenes recientemente, por lo que se limitó a llegar al río Colorado. La del centro venció al cacique ranquel Yanquetruz y regresó rápidamente. La que hizo la mayor parte de la campaña fue la del este, al mando del propio Rosas. Este se estableció a orillas del río Colorado –cerca de la actual localidad de Pedro Luro– y envió cinco columnas hacia el sur y hacia el oeste, que consiguieron derrotar a los caciques más importantes. A continuación firmó tratados de paz con otros, secundarios hasta entonces, que se convirtieron en útiles aliados. Al año siguiente se sumó el más importante de ellos, Calfucurá.
Durante los primeros años de su segundo gobierno, la política de Rosas para con los indígenas alternó tratados de paz y donaciones con campañas de exterminio. Solo después de la crisis que comenzó en 1839 la cambió por una política de paz permanente.
La campaña también incorporó científicos que reunieron información sobre la zona recorrida, pero las regiones desérticas quedaron en manos de los indígenas. Recibió además la visita del científico Charles Darwin, quien en su diario de viaje describió parte de la campaña:

Los indios formaban un grupo de unas 110 personas (hombres, mujeres y niños); casi todos fueron hechos prisioneros o muertos, pues los soldados no dan cuartel a ningún hombre. Los indios sienten actualmente un terror tan grande, que ya no se resisten en masa; cada cual se apresura a huir por separado, abandonando a mujeres e hijos. [...] Sin disputa, esas escenas son horribles, ¡pero cuánto más horrible todavía es el hecho cierto de que los soldados dan muerte a sangre fría a todas las indias que parecen tener más de veinte años! Y cuando yo –en nombre de la humanidad– protesté, se me replicó: «¿Qué otra cosa podemos hacer? ¡Tienen tantos hijos esas salvajes!».

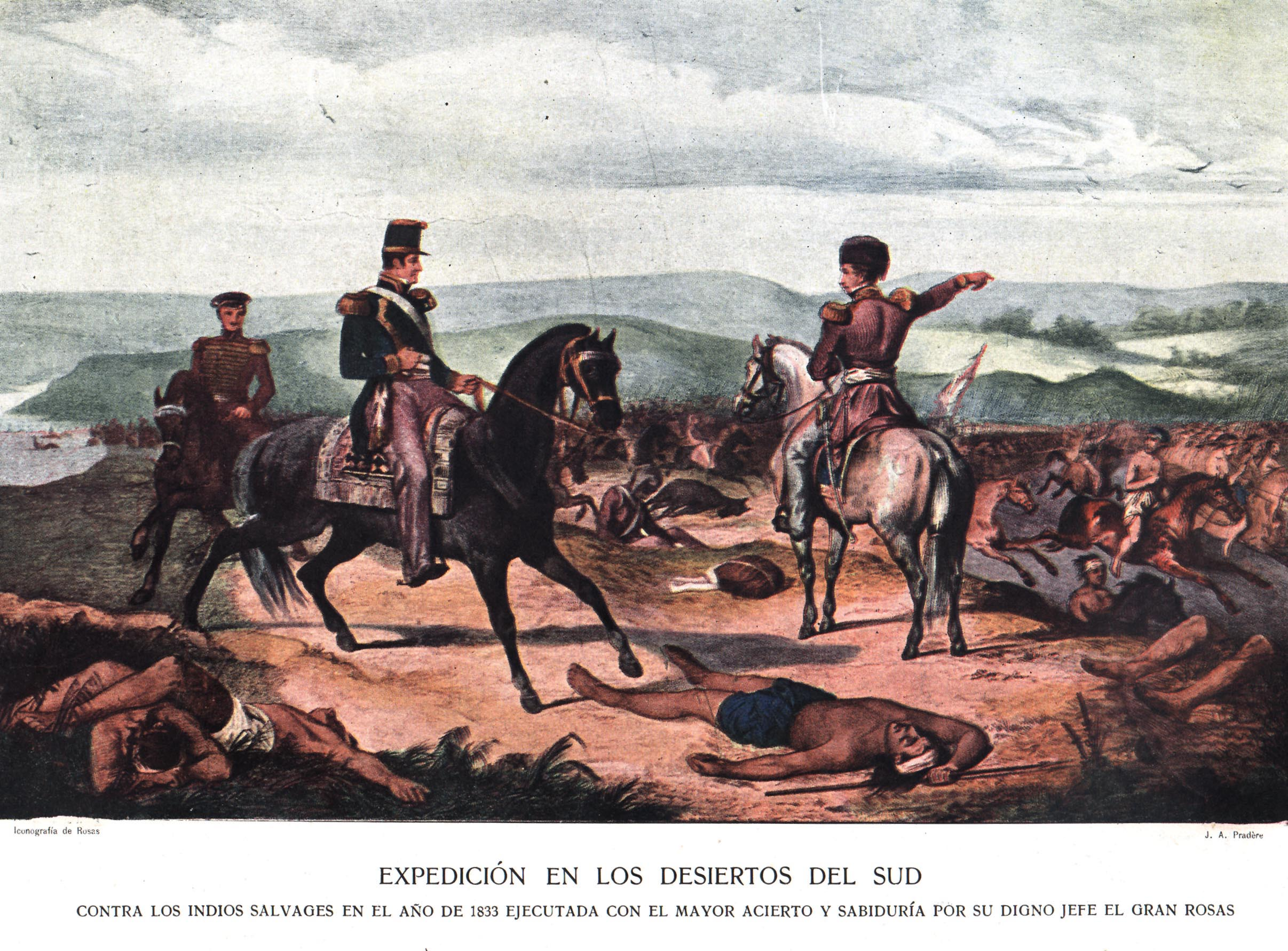
Iconografía de 1833.

Se aseguró la tranquilidad para los campos y pueblos ya formados, y se logró un relativo avance en el sudoeste de la provincia, pero los adelantos de la frontera fueron mucho menos espectaculares que los que lograría la Conquista del Desierto emprendida muy posteriormente por el general Julio Argentino Roca en 1879.
Lo más importante que logró Rosas fue poner de su lado al ejército, a los estancieros y la opinión pública. Y el agradecimiento de las provincias de Mendoza, San Luis, Córdoba y Santa Fe, que se vieron libres de saqueos importantes por muchos años. Sin embargo, el único grupo de aborígenes que no fue totalmente dominado, los ranqueles, siguió siendo visto como un problema para los habitantes de estas provincias.
El precio a pagar por la paz fue sostener a las tribus amigas con entregas anuales de ganado, caballos, harina, tejidos y aguardiente. A partir de este momento, las tribus cazadoras dependieron de las entregas de alimentos, y fueron considerados por los bonaerenses como costosos parásitos del erario público, olvidando que –desde el punto de vista de Rosas– los pagos eran un precio a pagar por el uso de territorios que ellos consideraban suyos. Esta actitud pacificadora, y el cumplimiento de los pactos celebrados, le ganaron a Rosas el respeto de algunos de los jefes de los indios amigos. Cuando este asumió por segunda vez la gobernación de la provincia, el cacique Catriel en Tapalqué declaró:

Juan Manuel es mi amigo. Nunca me ha engañado. Yo y todos mis indios moriremos por él. Si no hubiera sido por Juan Manuel no viviríamos como vivimos en fraternidad con los cristianos y entre ellos. Mientras viva Juan Manuel todos seremos felices y pasaremos una vida tranquila al lado de nuestras esposas e hijos. Todos los que están aquí pueden atestiguar que lo que Juan Manuel nos ha dicho y aconsejado ha salido bien.

Años después de la caída de Rosas, el mismo Catriel señalaba:

Nuestro hermano Juan Manuel indio rubio y gigante que vino al desierto pasando a nado el Samborombón y el Salado y que jineteaba y boleaba como los indios y se loncoteaba con los indios y que nos regaló vacas, yeguas, caña y prendas de plata, mientras él fue Cacique General nunca los indios malones invadimos, por la amistad que teníamos por Juan Manuel. Y cuando los cristianos lo echaron y lo desterraron, invadimos todos juntos.

Más tarde, el propio Rosas dirigió la redacción de una Gramática de la lengua pampa.
En esta campaña se destacaron algunos oficiales que formaron la siguiente generación de militares porteños: Pedro Ramos, Ángel Pacheco, Domingo Sosa, Hilario Lagos, Mariano Maza, Jerónimo Costa, Pedro Castelli y Vicente González (el Carancho del Monte).
Un elemento característico de la campaña fueron los llamados santos, que eran pequeños mensajes que servían de comunicación entre Buenos Aires y la expedición por intermedio de un sistema de 21 postas establecidas durante la campaña.

### La Revolución de los Restauradores
Mientras Juan Manuel de Rosas estaba en su campamento del río Colorado, los desacuerdos internos del partido federal iban en aumento. Una de las fracciones era ideológicamente liberal y deseaba la organización constitucional; en sus filas militaban el gobernador Juan Ramón Balcarce y sus ministros Enrique Martínez y Félix Olazábal. Sus adversarios, leales a Rosas, los llamaban lomos negros debido a que el reverso de la lista en la cual se postulaban era de color negro. En el partido de Rosas figuraban estancieros, militares y comerciantes minoristas.
El enfrentamiento se condujo principalmente en la prensa, dividida en dos bandos, que se atacaban escandalosamente; de modo que el gobierno decidió procesar a varios periódicos tanto opositores como oficialistas. Entonces se puso en acción Encarnación Ezcurra, esposa y consejera de Rosas, que reunía diariamente a sus aliados en su casa, y organizaba las manifestaciones. Cuando se anunció el juicio a los periódicos, uno de ellos era llamado «El Restaurador de las Leyes». Encarnación hizo empapelar la ciudad con la noticia de que iba a ser enjuiciado el Restaurador, lo que la gente interpretó como un juicio al jefe del partido federal. Se produjo una gran manifestación, y sus participantes se reunieron en las afueras de la ciudad; el general Agustín de Pinedo, quien había sido enviado a reprimir la manifestación, sublevó a sus hombres y asumió el liderazgo de la manifestación convirtiéndola en un sitio a la ciudad. Unos días más tarde Balcarce presentó la renuncia.
Cabe destacar, como lo hace el historiador José María Rosa, que ésta fue una revolución muy peculiar para la época:

...no fue una “revolución” en el sentido que hoy damos a la palabra, sino una retirada del pueblo a Barracas, una huelga general –la primera de nuestra historia– sin combates ni luchas callejeras. Resultan inútiles los “vigilantes” de Balcarce, que defeccionan plegándose a los restauradores; inútiles sus regimientos, que desobedecen a sus jefes.

Bandera militar argentina usada por los regimientos federales.

Tras la caída de Balcarce, la Sala nombró al general Juan José Viamonte, quien heredó la fragilidad política de su antecesor.
Unos meses después llegaba Rosas a Buenos Aires, y Viamonte se vio obligado a renunciar. En su lugar fue elegido Rosas, pero éste no se sentía capaz de gobernar bajo las limitaciones de un estado de derecho. De modo que, como no le fueron concedidas las  facultades extraordinarias, rechazó el cargo. En su lugar fue elegido gobernador su amigo Manuel Vicente Maza, presidente de la Sala de Representantes.

## Segundo gobierno

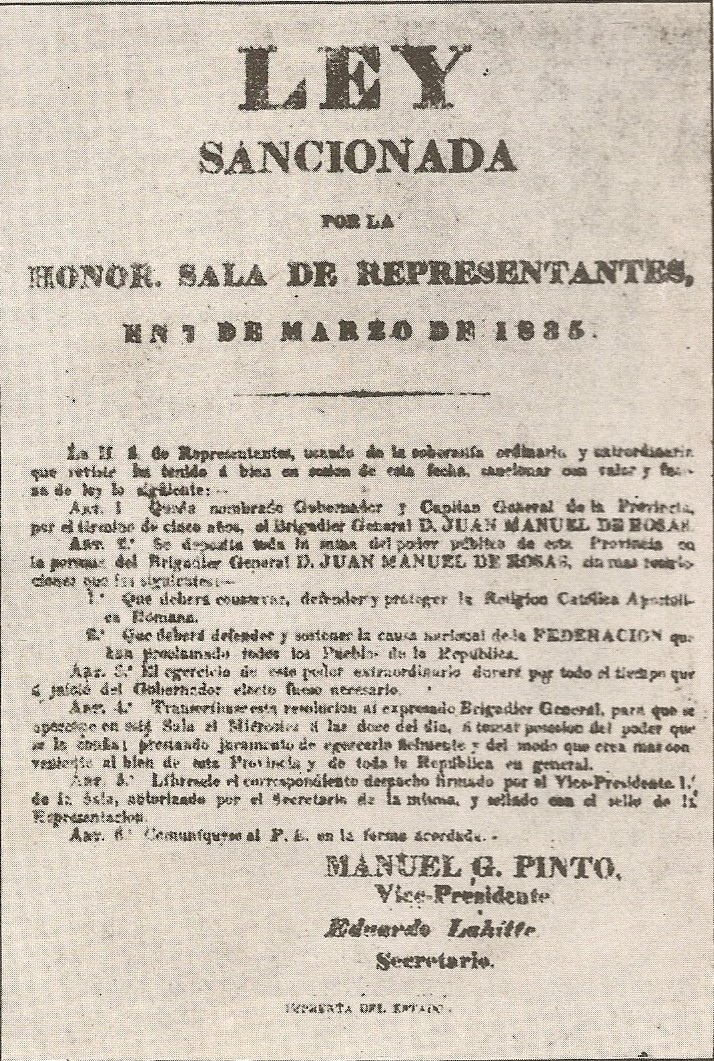
Delegación de la Suma del Poder Público sobre el gobernador bonaerense Juan Manuel de Rosas.

Al estallar un conflicto que se había suscitado entre Salta y Tucumán, Rosas logró que  Maza enviara como mediador al general Quiroga, que residía en Buenos Aires. En el trayecto, este fue emboscado y asesinado en Barranca Yaco, provincia de Córdoba, el 16 de febrero de 1835 por Santos Pérez, un sicario vinculado a los hermanos Reynafé, que gobernaban Córdoba.
La muerte de Quiroga provocó un clima de inestabilidad y violencia, por lo que Maza presentó su renuncia el 7 de marzo de ese año. La Legislatura de Buenos Aires llamó a Rosas para que se hiciera cargo del gobierno provincial. Rosas condicionó su aceptación a que se le otorgase la «suma del poder público», por la cual la representación y ejercicio de los tres poderes del estado recaerían en el gobernador, sin necesidad de rendir cuenta de su ejercicio. La legislatura aceptó esta imposición, dictando ese mismo día la correspondiente ley.
La suma del poder público se le otorgó con el compromiso de:
1. Conservar, defender y proteger la religión católica.
2. Sostener la causa nacional de la Federación.
3. El ejercicio de la suma del poder público duraría «todo el tiempo que el Gobernador considere necesario».

No disolvió la legislatura ni los tribunales; por el momento, la suma del poder aparecía como la sanción legal del carácter excepcional que tenía su mandato. La naturaleza dictatorial de esa institución política afloraría más tarde, cuando Rosas hiciera uso de todo ese poder.
Por otro lado, este asesinato provocó un desbalance en las figuras dominantes de la política argentina: al morir Quiroga, solo quedarían como posibles líderes federales Rosas y López. Este, en tanto que protector de los Reynafé, quedó muy debilitado; y moriría a mediados de 1838. A medida que pasaba el tiempo, la persuasión de su diplomacia y la habilidad de su dirigencia le granjearía a Rosas el respeto y acompañamiento de otros caudillos del interior, como Juan Felipe Ibarra, de Santiago del Estero, y José Félix Aldao, de Mendoza.
Debido a que el país no contaba por entonces con una constitución propia –su caída sería, en 1853, condición necesaria para su sanción– los poderes de los que gozó Rosas en su segundo mandato han sido superiores a los de un presidente de facto, ya que dentro de estos incluyó el de administrar justicia, aunque no se debe restarle importancia a la legislación en la que se movía Rosas en su época, particularmente las leyes de Indias y el Pacto federal, ya que se suele creer que Rosas actuaba en la política argentina sin freno alguno, pero sus cartas y sus documentos personales dejan observar la gran fidelidad que le tenía este a la legislación dada por el imperio Español y que se mantuvo vigente hasta 1853. Gran parte de la historiografía argentina sigue considerando a Rosas un dictador o un tirano, mientras que la corriente revisionista le niega tal carácter, considerándolo un defensor de la soberanía nacional.
Antes de asumir como gobernador, el Restaurador exigió que se realizara un plebiscito que confirmara el apoyo popular a su elección. El plebiscito se realizó entre los días 26 y 28 de marzo de 1835 y su resultado fue 9.713 votos a favor y 7 en contra. Por esos tiempos la provincia de Buenos Aires contaba con 60.000 habitantes, de los cuales no accedían al sufragio las mujeres ni los niños.
La Sala de Representantes nombró gobernador a Rosas el día 13 de abril de 1835 por el quinquenio que comprendía de 1835 a 1840.
El discurso que pronunció Rosas en el Fuerte, sede del gobierno provincial, al momento de la asunción de su segundo mandato como gobernador caracterizaría su posición frente a sus opositores:

La divina providencia me ha puesto en esta terrible situación. Combatamos con denuedo a aquellos que han puesto en confusión nuestra tierra; persigamos de muerte al impío, al ladrón, al sacrílego, y sobre todo al pérfido traidor que tenga la osadía de burlarse de nuestra buena fe.¡Que de esa raza de monstruos no quede uno entre nosotros y que su persecución sea tan tenaz y vigorosa que sirva de terror y de espanto a los demás que puedan venir en adelante! Nos arredre ninguna clase de peligro, ni el temor de errar en los medios que adoptemos para perseguirlos.

Rosas asumió su nuevo gobierno con la suma del poder público que utilizó para hostigar a sus disidentes fueran estos federales o unitarios.

No se tiene aún noticia de ciudadano alguno que no fuese a votar. Debo decirlo en obsequio de la verdad histórica, nunca hubo un gobierno más popular, y deseado, ni más bien sostenido por la opinión. Los unitarios que en nada habían tomado parte, lo recibían al menos con indiferencia, los federales lomos negros, con desdén, pero sin oposición; los ciudadanos pacíficos lo esperaban como una bendición y un término a las crueles oscilaciones de dos largos años; la campaña, en fin, como el símbolo de su poder y la humillación de los cajetillas de la CIUDAD. [...]

Concibese como ha podido suceder que en una provincia de cuatrocientos mil habitantes, según lo asegura la Gaceta, solo hubiese tres votos contrarios al gobierno? Seria acaso que los disidentes no votaron? Nada de eso! No se tiene aún noticia de ciudadano alguno que no fuese a votar; los enfermos se levantaron de la cama a ir a dar su asentimiento, temerosos de que sus nombres fueran inscritos en algún negro registro; porque así se había insinuado. [...]

El terror estaba ya en la atmósfera, y aunque el trueno no había estallado aún, todos veían la nube negra y torva que venía cubriendo el cielo.
Domingo Faustino Sarmiento

En este sentido, un retrato vívido de esa época ha sido el legado por la pluma de Esteban Echeverría en El matadero, cuento precursor del realismo rioplatense que transcurre en la provincia de Buenos Aires durante la década de 1830. Desde la óptica opositora, Echeverría describió las contiendas entre unitarios y federales, y las figuras del caudillo Rosas y sus seguidores, atribuyendo a estos últimos cualidades brutales y sanguinarias.
En cuanto asumió, Rosas ordenó la captura de Santos Pérez y los Reynafé, y tras un juicio que tardó años, fueron condenados a muerte y ejecutados. El juicio le dio a Rosas una autoridad nacional en un ámbito inesperado: su provincia tenía un tribunal penal de autoridad nacional. Esa autoridad no era legal pero era real, y aportó cierta unidad a la administración nacional.
Eliminó de todos los cargos públicos a sus opositores: expulsó a todos los empleados públicos que no fueran federales «netos», y borró del escalafón militar a los oficiales sospechosos de ser opositores, incluyendo a los exiliados. A continuación hizo obligatorio el lema de «Federación o muerte», que sería gradualmente reemplazado por «¡Mueran los salvajes unitarios!», para encabezar todos los documentos públicos; e impuso a los empleados públicos y militares el uso del cintillo punzó, que pronto sería usado por todos.
Entre los funcionarios separados de su cargo por orden del gobernador estuvo el doctor Miguel Mariano de Villegas, que fuera decano del Superior Tribunal de Justicia, por no merecer la confianza del gobierno.
Por oposición, más tarde los unitarios llevarían divisas celestes, lo que tendría un resultado inesperado: la bandera argentina era, hasta ese momento, de color azul y blanco. Los ejércitos de Rosas la empezaron a usar con un color azul oscuro, casi violeta; para diferenciarse, los unitarios la utilizaron de color celeste y blanco.
Para conseguir sus objetivos políticos Rosas contó también con el apoyo de la Sociedad Popular Restauradora, con la cual en esa época se vinculaba especialmente su esposa Encarnación, integrada por el grupo más leal de sus partidarios. Y a través del cuerpo parapolicial de la Mazorca, que volvió a actuar en la persecución de sus adversarios.
Una vez que logró consolidar su poder, impuso los criterios federales y formó alianzas con los líderes de las demás provincias
argentinas, logrando el control del comercio y de los asuntos exteriores de la Confederación.

### La Ley de Aduanas
El gobernador de Corrientes, Pedro Ferré, realizó un enérgico planteo reclamando medidas proteccionistas para los productos de origen local, cuya producción se deterioraba debido a la política de libre comercio de Buenos Aires.
El 18 de diciembre de 1835, Rosas sancionó la Ley de Aduanas en respuesta a ese planteo, que determinaba la prohibición de importar algunos productos y el establecimiento de aranceles para otros casos. En cambio mantenía bajos los impuestos de importación a las máquinas y los minerales que no se producían en el país. Con esta medida buscaba ganarse la buena voluntad de las provincias, sin ceder lo esencial, que eran las entradas de la Aduana. Estas medidas impulsaron notablemente el mercado interno y la producción del interior del país. Merced a la privilegiada posición que ocupa Buenos Aires, esta se consolidó como la principal ciudad comercial del país, dado que era mucho más rentable comerciar con Buenos Aires que con otras ciudades río o tierra adentro.
Se nacía de un impuesto básico de importación del 17% y se iba aumentando para proteger a los productos más vulnerables. Las importaciones vitales, como el acero, el latón, el carbón y las herramientas agrícolas pagaban un impuesto del 5%. El azúcar, las bebidas y productos alimenticios el 24%. El calzado, ropas, muebles, vinos, coñac, licores, tabaco, aceite y algunos artículos de cuero el 35%. La cerveza, la harina y las papas el 50%.
El efecto inesperado, pero que Rosas había considerado correctamente, era que disminuyeron las importaciones, pero el crecimiento del mercado interno compensó esa caída. De hecho, los impuestos por importación aumentaron significativamente. Más tarde, bajo el efecto de los bloqueos, se redujeron estas tasas de importación (sin llegar a ser tan bajos como lo fueron antes y después del gobierno de Rosas).
Simultáneamente, pretendió obligar a Paraguay a incorporarse a la Confederación Argentina ahogándola económicamente, para lo cual impuso una fuerte contribución al tabaco y los cigarros. Como temía que entraran de contrabando por Corrientes, esos impuestos alcanzaron también a los productos correntinos. La medida contra el Paraguay fracasó, pero tendría graves consecuencias respecto de Corrientes.
Su política económica fue decididamente conservadora: controló los gastos al máximo, y mantuvo un equilibrio fiscal precario sin emisiones de moneda ni endeudamiento. Tampoco pagó la deuda externa contraída en tiempos de Rivadavia, salvo en pequeñas sumas durante los pocos años en que el Río de la Plata no estuvo bloqueado. El papel moneda porteño mantuvo muy estable su valor y circuló por todo el país, reemplazando a la moneda metálica boliviana, con lo cual contribuyó a la unificación monetaria del país. El Banco Nacional, fundado por Rivadavia, estaba controlado por comerciantes ingleses y había provocado una grave crisis monetaria con continuas emisiones de papel moneda, continuamente depreciado. En 1836, Rosas lo declaró desaparecido, y en su lugar fundó el Banco de la Provincia de Buenos Aires.
Su administración era sumamente prolija, anotando y revisando puntillosamente los gastos e ingresos públicos, y publicándolos casi mensualmente. Incluso, cuando más tarde castigó a sus enemigos con embargos de sus bienes –no realizó confiscaciones, a diferencia de lo que hizo Lavalle antes que él, o Valentín Alsina y Pastor Obligado después–, hizo que se les entregaran a los parientes de los así castigados recibos detallados de todo lo embargado.

### La política exterior
En el norte, las ambiciones del dictador boliviano Andrés de Santa Cruz, que dominaba la recién fundada Confederación Perú-Boliviana y quiso invadir Jujuy y Salta con el apoyo de algunos emigrados unitarios, llevaron a una guerra entre esos países y Argentina. La guerra estuvo a cargo de Alejandro Heredia, gobernador de Tucumán. Este era el último de los caudillos federales que hizo alguna sombra a Rosas, pero el Restaurador logró disciplinarlo por medio de la financiación de esta guerra. A fines de 1838, con el asesinato de Heredia a manos de uno de sus oficiales, se paralizaron las operaciones y desapareció su último competidor federal. Los adversarios internos que aparecerían desde el año siguiente ya no serían competidores por el control del federalismo, sino decididamente enemigos del sistema rosista.
Las relaciones con Brasil fueron muy malas, pero nunca se llegó a la guerra, por lo menos hasta la crisis que desembocaría en la Batalla de Caseros. Nunca hubo problemas con Chile, aunque en ese país se refugiaban muchos opositores, que llegaron a lanzar algunas expediciones desde allí contra las provincias argentinas. El Paraguay proclamó su independencia y la anunció oficialmente a Rosas, que respondió que no estaba en condiciones de reconocer ni desconocer esa declaración. En la práctica, su pretensión era reincorporar la antigua provincia del Paraguay a la Confederación, por lo cual mantuvo el bloqueo de los ríos interiores, a fin de forzar al Paraguay a negociar. El Paraguay respondió aliándose con los enemigos de Rosas, pero nunca hubo enfrentamiento alguno entre ambos ejércitos ni escuadras.
En Uruguay, el nuevo presidente Manuel Oribe se libró de la tutoría de su antecesor Fructuoso Rivera; pero este, con apoyo de unitarios de Montevideo (entre ellos Lavalle) y de los imperiales brasileños establecidos en Río Grande del Sur, formó el partido «colorado» –al que Oribe le opuso el partido «blanco»– y se lanzó a la revolución iniciándose la llamada Guerra Grande. A mediados de 1838 comenzó el sitio de parte de los colorados al gobierno, resguardado tras los muros de Montevideo. Los colorados tuvieron desde el primer momento el apoyo de la flota francesa y el protectorado brasileño. Ante esto, Oribe renunció en octubre de 1838, dejando en claro que lo había obligado una flota extranjera, y se retiró a Buenos Aires.
Rosas había decidido suspender los pagos de la deuda adquirida en 1824 por el Gobierno de Buenos Aires con la casa británica Baring Brothers, y en 1838 nombró a Manuel Moreno como representante diplomático en Londres para que ofreciera a la Corona Británica,  de manera extraoficial, una cancelación total de la deuda (1 millón de libras esterlinas) a cambio de abandonar el reclamo sobre las islas. Rosas utilizaría de vuelta a las Malvinas en 1842 para exigir una compensación económica al Reino Unido por la ocupación de las islas, con el fin de postergar los pagos de la deuda. A este acuerdo se le conoce como “Arreglo Falconnet”, por Frank de Pallacieu Falconnet, quien era el enviado de Baring Brothers para negociar con el gobierno de Rosas.

### El bloqueo francés
Los peores problemas empezaron con Francia: la política exterior francesa había permanecido en un perfil bajo por dos décadas, hasta que el rey Luis Felipe intentó recuperar para Francia su papel de gran potencia, obligando a varios países débiles a hacerle concesiones comerciales y, cuando era posible, reducirlos a protectorados o colonias. Ese fue el caso de Argelia, por solo citar un ejemplo. Desde 1830, Francia buscaba aumentar su influencia en América Latina y, especialmente, lograr la expansión de su comercio exterior. Consciente del poder inglés, en 1838 el rey Luis Felipe exponía ante el parlamento que «solo con el apoyo de una poderosa marina podrían abrirse nuevos mercados a los productos franceses».
En noviembre de 1837, el vicecónsul francés se presentó al ministro de relaciones exteriores, Felipe Arana, exigiéndole la liberación de dos presos de nacionalidad francesa, el grabador César Hipólito Bacle, acusado de espionaje a favor de Santa Cruz, y el contrabandista Lavié. También reclamaba un acuerdo similar al que tenía la Confederación Argentina con Inglaterra y la excepción del servicio militar para sus ciudadanos (que en ese momento eran dos).
Arana rechazó las exigencias, y meses más tarde, en marzo de 1838 la armada francesa bloqueó «el puerto de Buenos Aires y todo el litoral del río perteneciente a la República Argentina». Y lo extendió a las demás provincias litorales, para debilitar la alianza de Rosas con ellas, ofreciendo levantar el bloqueo contra cada provincia que rompiera con él.
También en octubre de 1838, la escuadra francesa atacó la isla Martín García, derrotando con sus cañones y su numerosa infantería a las fuerzas del coronel Jerónimo Costa y del mayor Juan Bautista Thorne. Debido al desempeño honroso y valiente demostrado por los argentinos, fueron conducidos a Buenos Aires y dejados en libertad, con una nota del comandante francés Hipólito Daguenet, haciendo saber tal circunstancia a Rosas, en los siguientes términos:

...Encargado por el Señor Almirante Le Blanc, comandante en jefe de la estación del Brasil, y de los mares del Sud, de apoderarme de la isla de Martín García con las fuerzas puestas a mi disposición para tal objeto, desempeñé el 14 de este la misión que me había sido confiada. Ella me ha presentado la oportunidad de apreciar los talentos militares del bravo coronel Costa, gobernador de esa isla y de su animosa lealtad hacia su país. Esta opinión tan francamente manifestada es también la de los capitanes de corbetas francesas la Expéditive y la Bordelaise, testigos de la increíble actividad del señor coronel Costa, como de las acertadas disposiciones tomadas por este oficial superior, para la defensa de la importante posición que estaba encargado de conservar. Lleno de estimación por él he creído que no podría darle una prueba mejor de los sentimientos que me ha inspirado, que manifestando a V. E. su bizarra conducta durante el ataque dirigido contra él, el 11 del corriente, por fuerzas muy superiores a las de su mando...

El bloqueo afectó mucho la economía de la provincia, al cerrar las posibilidades de exportar. Eso dejó muy descontentos a los ganaderos y a los comerciantes, muchos de los cuales se pasaron silenciosamente a la oposición.
Sobre el reclamo particular de Francia, esto es, la exención del servicio de armas para sus súbditos, el gobierno de Buenos Aires retrasó la respuesta por más de dos años. Rosas no se oponía a reconocer a los residentes franceses en el Río de la Plata el derecho a un trato similar al que se daba a los ingleses, pero solo estuvo dispuesto a reconocerlo cuando Francia envió un ministro plenipotenciario, con plenos poderes para la firma de un tratado. Eso significaba un trato de igual a igual, y un reconocimiento de la Confederación Argentina como un estado soberano.

### El periodismo controlado
Con la llegada de Rosas al poder se dio por finalizada cualquier posibilidad de libertad de expresión en el periodismo de Buenos Aires.[cita requerida]
A partir de 1829 ya no se publicaron periódicos de orientación ideológica unitaria o que simpatizaran con los unitarios. Hubo emigraciones en masa de periodistas y hombres de letras a Montevideo. Toda la prensa de Buenos Aires fue oficialista y apoyó las políticas de Rosas sin ningún cuestionamiento.
En el breve plazo de dos años, entre 1833 y 1835, desaparecieron la mayoría de los periódicos. En 1833 había 43 periódicos en total. En 1835 quedaban solamente tres. Entre los periódicos más importantes clausurados por el restaurador estaban El Defensor de los Derechos Humanos, El Constitucional, El Iris, El Amigo del País, El Imparcial y El Censor Argentino.
Los rosistas se encargaron de abrir nuevas publicaciones. Algunos de los periódicos más importantes de esa época fueron El Torito de los muchachos, El Torito del Once, Nuevo Tribuno, El Diario de la Tarde, El Restaurador de las Leyes, El Lucero y El Monitor, todos ellos fuertemente rosistas, dedicados a exaltar la figura del Restaurador de las Leyes, y criticar a los unitarios.

### La generación del '37
En 1837 surgió un grupo de jóvenes intelectuales que comenzó a reunirse en la librería de Marcos Sastre. Entre ellos se contaban Esteban Echeverría, Juan Bautista Alberdi, Juan María Gutiérrez, José Mármol y Vicente Fidel López. Su pensamiento se identificaba con la clase política que había protagonizado el proceso independentista hasta la organización unitaria de 1824 y adhería a las ideas del romanticismo europeo y la democracia liberal.
Este grupo logró cierta influencia a partir de dos instituciones: el Salón Literario, clausurado por orden de Rosas, y La Joven Argentina, sociedad secreta fundada por Echeverría en 1838.
Estos jóvenes, constituyentes de la segunda generación criolla, intentaron ser una alternativa a federales y unitarios. Ellos propiciaron una organización nacional mixta, la modificación de las costumbres sociales y la necesidad de contar con una literatura nacional. Tanto sus ideas como sus acciones tuvieron una gran influencia en la organización nacional y el proceso constitucional posterior a la caída de Rosas. Algunos historiadores revisionistas los acusan de considerar todo lo europeo superior a lo americano o español, de querer trasplantar Europa a América sin considerar a los americanos, y de aliarse a los enemigos extranjeros de su gobierno, traicionándolo.
Todos ellos se pronunciaron en contra de las políticas de Rosas y respecto de su política contra las potencias extranjeras, especialmente de Francia. Todos ellos fueron perseguidos por la Mazorca, brazo armado de la Sociedad Popular Restauradora. Todos ellos terminaron por exiliarse. La gran mayoría pasó a Montevideo. Otros, como Domingo Faustino Sarmiento, emigraron a Santiago de Chile. En el exilio se confundieron con los opositores refugiados, los más antiguos de los cuales eran los unitarios, a los que se habían sumado los lomos negros de la época de Balcarce; formarían un grupo más o menos homogéneo, globalmente llamados «unitarios» por los partidarios de Rosas.

### Palermo de San Benito

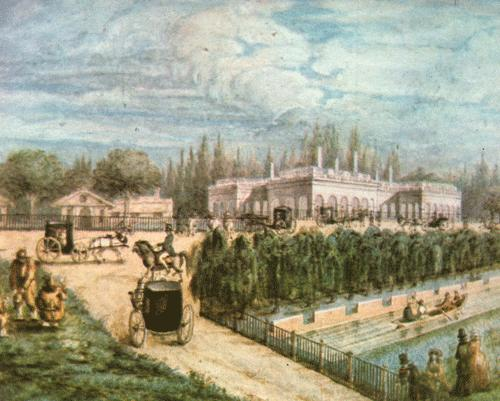
Residencia de Rosas en San Benito de Palermo, actual Parque 3 de Febrero. Terminada hacia 1848, fue abandonada con su exilio y demolida en 1899.

Mientras tanto, Juan Manuel de Rosas había avanzado en la compra de una gran cantidad de terrenos y propiedades en la zona conocida como «bañado de Palermo», en Buenos Aires. Aunque las fuentes arrojan diversas fechas, sería entre 1836 y 1838 que el gobernador habría comenzado con su proyecto personal para construir su nueva residencia y quinta en esta región alejada del centro porteño.
Durante los siguientes diez años, Rosas emprendió el ambicioso y costoso proyecto, que incluía no solo una imponente casona, la más grande de Buenos Aires en aquel momento, sino un estanque artificial con un canal, varias dependencias y el arbolado y parquizado de un área importante. Hacia 1848, se habría instalado definitivamente en la estancia que él mismo bautizó Palermo de San Benito y también conocida como San Benito de Palermo, nombre sobre el cual existen aún hoy diversas hipótesis que no pudieron ser confirmadas.

### La guerra civil del '40

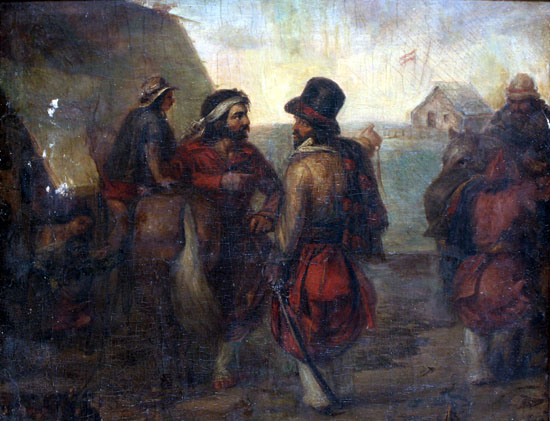
Campamento de Rosas en Palermo, por Fiorini, 1835

En junio de 1838 llegó a Buenos Aires el ministro de gobierno santafesino Domingo Cullen, con la misión de obtener un acercamiento entre Rosas y la flota francesa. Pero al parecer se extralimitó en sus órdenes, y negoció con el jefe de la flota el levantamiento de la misma para su provincia, a cambio de ayudar a Francia contra Rosas y suprimir la delegación que su provincia había hecho de las relaciones exteriores en la de Buenos Aires. Pero a mitad de la negociación murió el gobernador Estanislao López, por lo que Cullen huyó a Santa Fe. Allí se hizo elegir gobernador, pero Rosas y el entrerriano Pascual Echagüe lo desconocieron como tal, con la excusa de que era español. Fue depuesto y reemplazado por Juan Pablo López, hermano de su antecesor.

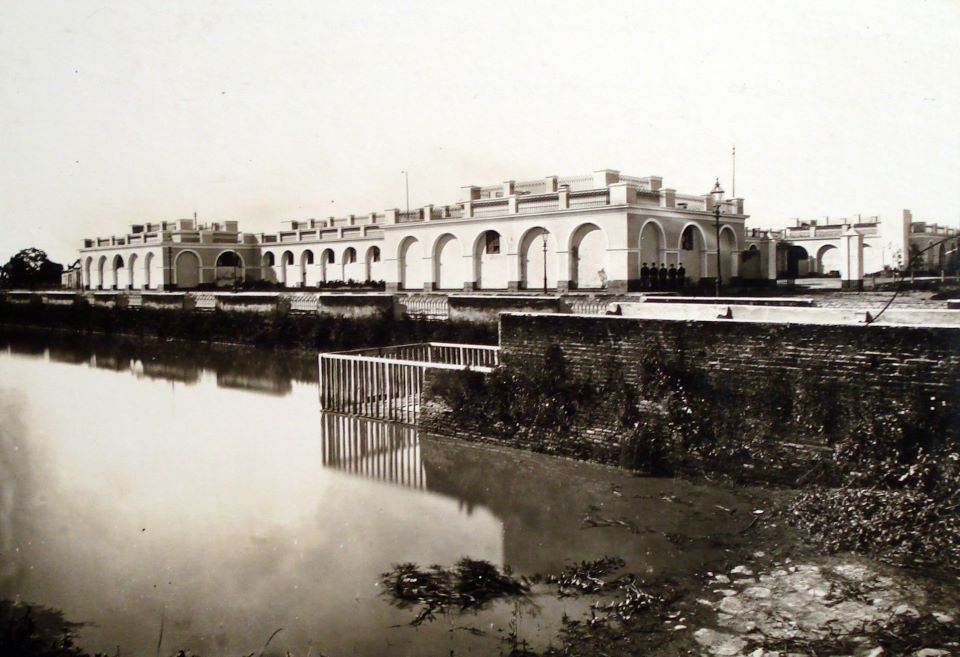
Casa de Juan Manuel de Rosas en Palermo (circa 1890). Foto: Archivo General de la Nación.

Cullen huyó a Santiago del Estero y se refugió en casa del gobernador Ibarra, desde donde logró organizar una invasión a la provincia de Córdoba por parte de los opositores al gobernador Manuel López. Estos fueron derrotados, e Ibarra envió a Cullen preso a Buenos Aires. Al llegar al límite de la provincia de Buenos Aires, fue fusilado por el coronel Pedro Ramos en junio de 1839.
Cullen había enviado a su ministro Manuel Leiva a negociar con el gobernador correntino Genaro Berón de Astrada una alianza contra Rosas, que el correntino aceptó. Pero ante la caída de Cullen, buscó apoyo en el uruguayo Rivera, con quien firmó un tratado de alianza, que este nunca cumplió. Berón de Astrada declaró así la guerra contra Buenos Aires y Entre Ríos. El gobernador Echagüe invadió Corrientes y destrozó al ejército enemigo en la batalla de Pago Largo, donde Berón pagó la derrota con su vida.
En mayo, con respaldo y dinero porteño, Echagüe invadió Uruguay, con apoyo de un gran número de militares «blancos», dirigidos por Juan Antonio Lavalleja, Servando Gómez y Eugenio Garzón. Llegó hasta muy cerca de Montevideo, pero fue derrotado en la batalla de Cagancha.
El gobierno francés no consiguió mucho con su bloqueo, por lo que decidió financiar campañas militares contra Rosas, tanto pagando un fuerte subsidio al gobierno de Rivera, como a los unitarios organizados en la Comisión Argentina, dirigida por Valentín Alsina. Estos buscaron un jefe militar prestigioso para dirigir la revolución, y la elección cayó en Lavalle, a quien Alberdi convenció de ponerse al frente de las tropas.
Al producirse el ataque de Echagüe a Uruguay, Lavalle decidió aprovechar para invadir Entre Ríos. Como no consiguió apoyo alguno en esa provincia para su cruzada contra Rosas, se dirigió a Corrientes, donde el gobernador Ferré lo puso al mando de su ejército.
Lo primero que hizo Ferré fue lanzar contra Santa Fe al fundador de la autonomía provincial, Mariano Vera, pero este fue rápidamente derrotado y muerto.

#### La revolución de los Libres del Sur
En la propia ciudad de Buenos Aires se gestó un movimiento en contra del gobernador Rosas, para impedir que fuera reelecto como gobernador de la provincia. El mando militar fue asumido por el coronel Ramón Maza, hijo del presidente de la legislatura provincial y exgobernador Manuel Vicente Maza.
Simultáneamente, en el sur de la provincia de Buenos Aires, a 200 kilómetros de la ciudad, se organizó otro grupo opositor, llamado los Libres del Sur, encabezado por los ganaderos alarmados por la caída de las exportaciones. También temían por la posible pérdida de sus tierras, que todavía usufructuaban por la ley de enfiteusis, que pronto iba a vencer: es que Rosas –pese a la sanción de una ley provincial que ordenaba su enajenación– había negado el derecho a la compra de esos terrenos a quienes consideraba opositores. Planificaron una revolución en contra del gobernador, que se extendió rápidamente por todo el sur provincial, con centro en el pueblo de Dolores. Contaban con el apoyo de Lavalle, que debía desembarcar en la bahía de Samborombón.
Pero todo salió mal: no pudieron contar con la ayuda de Lavalle, quien se dirigió a Entre Ríos para invadirla, privando a los revolucionarios de sus tropas. Asimismo el grupo de Maza fue delatado: el antiguo amigo de Rosas fue asesinado en su despacho oficial y su hijo –el propio jefe militar– fusilado por orden de Rosas en la cárcel. Los Libres del Sur, descubiertos, se lanzaron a la insurrección; pero apenas dos semanas más tarde fueron derrotados por Prudencio Rosas, hermano del gobernador, en la batalla de Chascomús. Algunos de los cabecillas murieron en la batalla, otros fueron ejecutados o encarcelados, y algunos debieron exiliarse, incluyendo unos pocos que alcanzaron a unirse a Lavalle en Entre Ríos.

#### La Coalición del Norte
Desde la muerte de Heredia, los unitarios del norte se habían ido organizando y empezaron a controlar los gobiernos de Tucumán, Salta, Jujuy y Catamarca.
Rosas recordó que tenían en su poder el armamento enviado por él para la guerra contra Bolivia, y decidió mandar un emisario para quitárselo antes de que se pronunciaran contra él. La elección fue uno de los más serios y evidentes errores en toda la carrera del Restaurador: el general Gregorio Aráoz de Lamadrid, líder unitario tucumano de la década anterior, que al llegar a Tucumán cambió de bando y se unió a los rebeldes. Estos se pronunciaron contra Rosas y formaron la Coalición del Norte, dirigida por el ministro tucumano Marco Avellaneda. Intentaron extender la alianza seduciendo a los gobernadores Tomás Brizuela, de La Rioja, e Ibarra, de Santiago del Estero. Ambos eran federales, pero al primero lo convencieron dándole el mando militar supremo; Ibarra se negó.
A fines de 1840, Lamadrid invadió Córdoba, donde un grupo de liberales derrocó a Manuel López. Incluso intentaron revoluciones en San Luis y Mendoza, pero ambas fracasaron.

#### Campañas de Lavalle
Lavalle invadió Entre Ríos y enfrentó a Echagüe en dos batallas indecisas. Se refugió en la costa sur de la provincia y se embarcó en la flota francesa, desembarcando en el norte de la provincia de Buenos Aires. Esquivó al general Pacheco y se dirigió hacia Buenos Aires, estableciéndose en Merlo, y allí esperó que la ciudad se pronunciara a su favor.
Rosas organizó su cuartel general en los Santos Lugares –actualmente San Andrés, Partido de General San Martín–, el mismo cuartel que más tarde se haría famoso por los prisioneros recluidos allí y por el fusilamiento de Camila O’Gorman. Le cerró el paso hacia la capital, mientras Pacheco lo rodeaba por el norte. Mientras tanto, el ejército de Lavalle se desarmaba por las deserciones, y la ciudad apoyó incondicionalmente a Rosas.
Entonces Lavalle retrocedió. Todos los unitarios lo criticaron mucho por esa decisión, pero realmente no podía hacer otra cosa.
La retirada de Lavalle hizo que los franceses firmaran la paz con Rosas y levantaran el bloqueo. Lavalle, sin apoyo naval, ocupó Santa Fe, pero su ejército seguía disminuyendo. Por su parte, Rosas lanzó en su persecución a Pacheco, y poco después puso a Oribe al mando del ejército federal.

#### El Terror
El mes de octubre de 1840 es conocido como «mes del terror» u «octubre rojo» por la historiografía liberal argentina. Rosas es sindicado como el instigador de una gran matanza de partidarios unitarios a través de su organización parapolicial, La Mazorca.
Lo cierto es que en ese mes fueron asesinadas veinte personas, de las que sólo siete eran unitarias. Los homicidios se cometieron de noche, en la calle y por linchamiento popular o por la represión de tales.
Los símbolos de los unitarios, e incluso los objetos de colores identificados con los unitarios –celeste y verde–, fueron destruidos. Las casas, la ropa, los uniformes: todo lo que pudiera colorearse fue pintado de color rojo.
El 31 de octubre se firmó la paz con Francia y fue posible devolver la policía a la ciudad. Inmediatamente Rosas anunció que a cualquiera que se lo descubriera violando una casa, robando o asesinando se lo pasaría por las armas. La violencia se detuvo el mismo día.
Algunos historiadores extienden la imagen de esas semanas de violencia a todo su gobierno, mientras que otros sostienen que no fue así, que Rosas habría utilizado el terror como idea para presionar las conciencias, más que para eliminar personas.
Para Néstor Montezanti «no puede decirse que Rosas haya sido un gobernante terrorista ni que haya usado habitualmente el terror como modo de mantenerse o consolidarse en el gobierno. Sí es cierto que, excepcionalmente, en dos oportunidades en diecisiete años se valió de él en épocas de grave conmoción, cuando el peligro se cernía cierto sobre su gobierno y la causa nacional que él encarnaba. Aun en estas circunstancias el uso fue moderado, ya que la mayoría de los crímenes obedeció a exaltaciones fanáticas y no a instrucciones del Dictador, quien se limitó a abrir las válvulas de compresión del apasionamiento social.»
Rosas no solo no ordenó los asesinatos sino que los combatió, como lo demuestra una notificación a los jefes de las fuerzas de seguridad del 19 de abril de 1842 –mes en el que hubo un fuerte rebrote de los linchamientos populares– que afirma que el gobernador «ha mirado con el más serio y profundo desagrado los escandalosos asesinatos que se han cometido en estos últimos días, los que, aunque han sido sobre salvajes unitarios, nadie, absolutamente nadie está autorizado para semejante bárbara licencia». En la misma ordena patrullar la ciudad «disponiendo lo necesario para evitar iguales asesinatos».
Para O'Donnell influye enormemente la perspectiva clasista de los enemigos de Rosas a la hora de determinar quiénes son los que ejercen el terror:

la fama de terroristas será mayor en los federales porque su base popular hizo que algunas de sus víctimas formaran parte de la clase acomodada. En cambio los unitarios mataban gauchos.
No repercutirá igualmente en la capital y en sus periódicos la ejecución de un Maza o una O'Gorman que el asesinato de centenares de humildes soldados después del combate de "La Tablada" por orden del unitario Paz.

#### Final de la guerra civil
Lavalle se retiró hacia la provincia de Córdoba, pero al entrar en ella fue derrotado en la batalla de Quebracho Herrado, lo que lo obligó a retirarse a Tucumán. Allí se reunió y se separó nuevamente de Lamadrid, que marchó a invadir Cuyo. El jefe de su vanguardia, Mariano Acha (el que había entregado a Dorrego en manos de Lavalle), venció a José Félix Aldao en la batalla de Angaco, pero fue rápidamente derrotado en La Chacarilla y ejecutado al poco tiempo. Unas semanas más tarde, Lamadrid se hacía nombrar gobernador de Mendoza, munido de las «facultades extraordinarias» tan criticadas,
solo para ser pronto derrotado en Rodeo del Medio. Los sobrevivientes emigraron a Chile.
Lavalle esperó a Oribe en Tucumán, y allí fue derrotado en la batalla de Famaillá, en septiembre de 1841. Su aliado Marco Avellaneda fue ejecutado, y el mismo Lavalle murió en un tiroteo casual en San Salvador de Jujuy. Sus restos fueron llevados a Potosí, donde también se refugiaron los últimos unitarios del norte.
Los antirrosistas, sin embargo, tuvieron un éxito inesperado en Corrientes, donde el general Paz destrozó el ejército de Echagüe en Caaguazú. Desde allí invadió Entre Ríos (simultáneamente con Rivera) y se hizo nombrar gobernador. Un conflicto con Ferré le obligó a huir, dejando sus fuerzas en manos de Rivera.
Por esa época hizo algunas campañas navales el futuro héroe nacional italiano Giuseppe Garibaldi, que en los ríos argentinos y uruguayos asoló las poblaciones y caseríos; y aunque el almirante Guillermo Brown resaltó la valentía del italiano,
consideró la actuación de sus subordinados pirática.
En Santa Fe, Juan Pablo López se pasó al bando contrario después de la derrota de la Coalición del Norte, de modo que Oribe regresó y lo derrotó fácilmente en abril de 1842. Se refugió junto a Rivera, en el este de Entre Ríos, donde Oribe los derrotó en Arroyo Grande, en diciembre de 1842.
Muchos de los prisioneros de estas batallas fueron ejecutados por orden de Oribe o de Rosas. Al menos, por el momento, la guerra civil había terminado en la Argentina.

### La década final

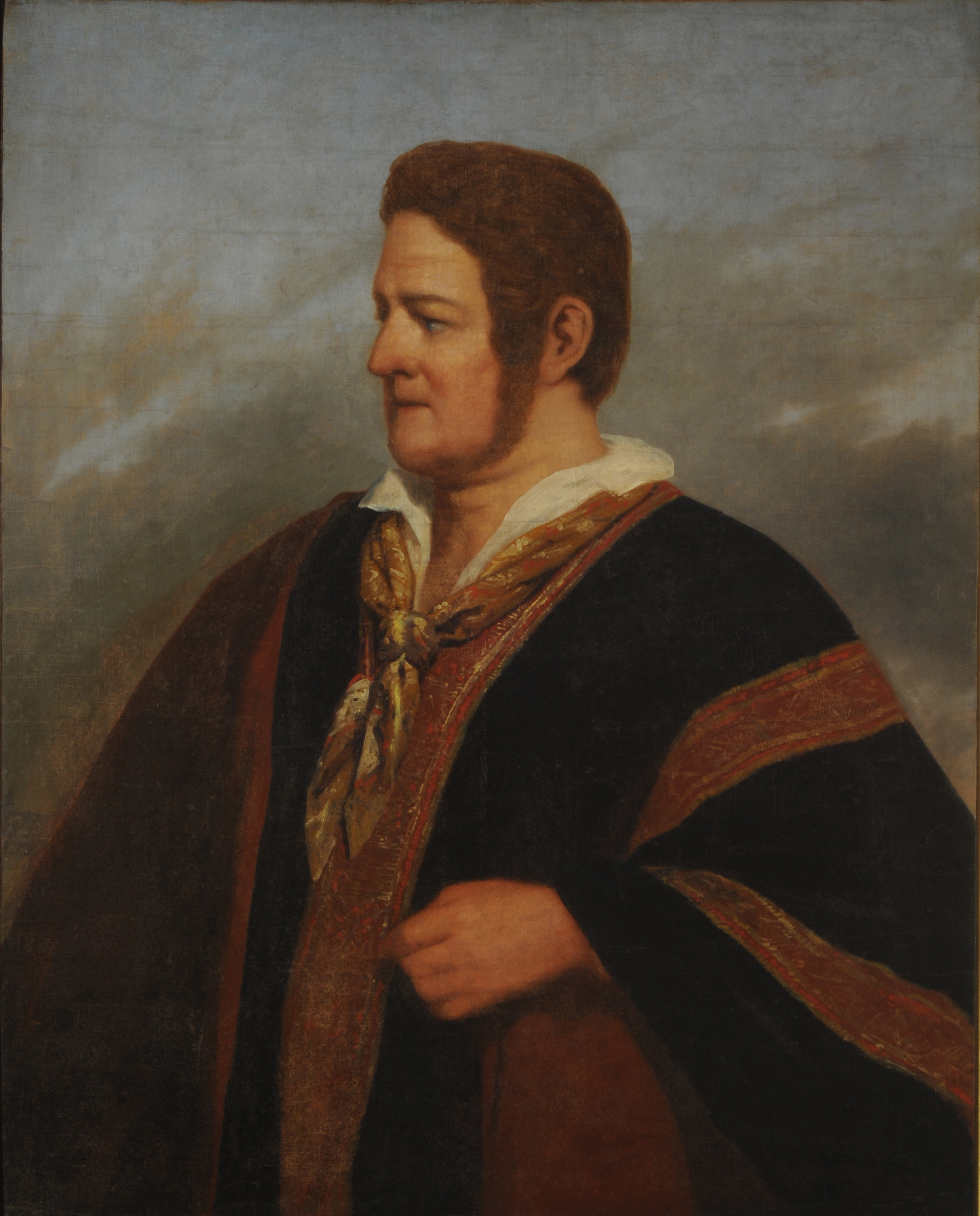
Juan Manuel de Rosas, retrato de 1842.

La historiografía liberal decimonónica argentina, que tuvo a Bartolomé Mitre y a Vicente Fidel López como sus máximos exponentes y difusores, suele atribuir grandes cambios y transformaciones a los años que siguieron a la caída de Rosas, cuyo gobierno habría sido un largo período de estancamiento, imagen derivada más bien de posturas ideológicas que de un examen atento de los hechos[cita requerida].
La Ley de Aduanas de 1836 tuvo una aplicación variable, y se derogó y volvió a aplicar según las necesidades y los bloqueos. La combinación de ambos procesos llevó a un gran crecimiento económico en las provincias interiores, siendo el caso de Entre Ríos muy claro, pero no exclusivo.
Si bien hubo una fuerte inmigración europea, sus características fueron completamente distintas de la masiva inmigración posterior a su caída. Llegaron inmigrantes de Irlanda, España (especialmente de Galicia y las Vascongadas) e incluso de Inglaterra. Pero no se afincaron en colonias agrícolas sino que debieron integrarse en una sociedad controlada por los criollos. Muchos irlandeses y vascos se dedicaron a la cría de ganado ovino, y en pocos años lograron convertirse en propietarios. La ganadería exclusivamente vacuna fue reemplazada por otra, dominada por las ovejas, y en la cual el principal renglón de las exportaciones fue, cada vez más, la lana. Eso llevó a aumentar la dependencia económica respecto de Inglaterra, principal compradora de lana del mundo.
La sociedad argentina quedó libre de toda disidencia. Quienes no se unieron al partido gobernante debieron emigrar o, en muchos casos, fueron asesinados. En el interior del país, la adhesión automática a Rosas fue impuesta por los ejércitos porteños o por los caudillos locales. Muchos de estos habían surgido como emanaciones de la voluntad de Rosas, como Nazario Benavídez en San Juan, Mariano Iturbe en Jujuy o Pablo Lucero en San Luis.
Incluso fue obra de Rosas la llegada al poder de Justo José de Urquiza en Entre Ríos, pero era un caso distinto: este era el general más capaz del bando federal, solo comparable a Pacheco. Después de Arroyo Grande, los triunfos más importantes los había obtenido él, con tropas entrerrianas y algunos refuerzos porteños. En segundo lugar, era un hombre muy rico, y aprovechó su situación de poder para enriquecerse aún más. Por último, por su posición militar, Rosas se vio obligado a hacer la vista gorda cuando el entrerriano permitía el contrabando desde y hacia Montevideo.

### Religión y Política
El gobernador permitió el retorno de los jesuitas en 1836 y les devolvió algunos de sus bienes, pero rápidamente tuvo conflictos con la orden ya que como estos eran fieles seguidores del papado en relación con el patronato se negaron a apoyar públicamente a su gobierno, situación que derivó finalmente en un enfrentamiento abierto con Rosas. Por este motivo, hacia 1840 los jesuitas terminaron exiliándose en Montevideo.
Rosas extendió sus políticas a la religión. En todas las iglesias, los sacerdotes debieron apoyar públicamente al rosismo. Celebraron misas en agradecimiento a sus éxitos y en desagravio a sus fracasos. Y así como la sociedad civil quedó sometida al pensamiento y a las prácticas uniformes del régimen rosista, similar situación se dio en el seno mismo del clero. La intromisión fue tal que hasta a los santos de los púlpitos se les colocó la divisa punzó –la famosa cintilla roja que caracterizó al rosismo– y el retrato de Rosas se implantó en los altares, compartiendo el lugar que la Iglesia le dedica a los santos.
Rosas toleró al obispo Mariano Medrano, electo durante el gobierno del general Juan José Viamonte, pero no hubiera aceptado ningún otro que no contara con su aprobación ya que se consideró continuador de las políticas regalistas del patronato eclesiástico que habían tenido los reyes de España.
Uno de los hechos más conocidos de su gobierno fue la aventura de amor de Camila O’Gorman (23) y el cura Ladislao Gutiérrez (24), que se escaparon juntos para formar una familia. Rosas fue azuzado por la prensa unitaria desde Montevideo y Chile.

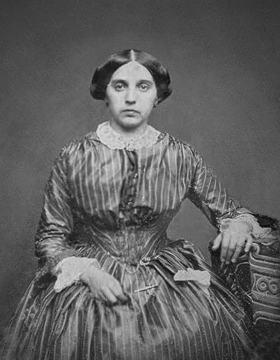
Camila O’Gorman (1825-1848).

El 3 de marzo de 1848, Domingo Faustino Sarmiento escribió:

Ha llegado al extremo la horrible corrupción de costumbres bajo la tiranía espantosa del Calígula del Plata que los impíos y sacrílegos sacerdotes de Buenos Aires huyen con las niñas de la mejor sociedad, sin que el sátrapa infame adopte medida alguna contra esas monstruosas [sic] inmoralidades.
Domingo Faustino Sarmiento

El gobernador Rosas fue azuzado por los propios federales, e incluso por el padre de la joven, Adolfo O’Gorman, e inesperadamente ordenó fusilarlos, lo que se cumplió en el campamento de Santos Lugares.
El 26 de agosto de 1849, Domingo Faustino Sarmiento publicó en La Crónica de Montevideo la nota titulada «Camila O’Gorman», donde criticaba el salvajismo puesto de manifiesto en el fusilamiento de la joven.
Algunos autores afirman que ninguna ley del derecho argentino o del derecho heredado de España autorizaba la pena de muerte por los actos cometidos, y que Gutiérrez debía ser entregado a la justicia eclesiástica, donde como autor del rapto sin violencia era pasible de la pena de confiscación de bienes conforme al Fuero Juzgo ley 1.º, libro 3.º, título 3.º y por tratarse de un clérigo liviano debía ser castigado con degradación y destierro perpetuo. En cuanto a Camila, debía solamente ser enviada a su propia casa.
Otros autores, en cambio, afirman que las leyes vigentes sancionaban el sacrilegio del robo y escándalo relacionados con el caso con la pena de muerte, de acuerdo a las Partidas 1 4-71, I 18-6 y VII 2-3, aplicables al caso.
Martín Ruiz Moreno, en La Organización Nacional, afirmó: «Fue un asesinato vulgar. Sin proceso, juicio, defensa, ni audiencia».
En una carta del 6 de marzo de 1870 dirigida a Federico Terrero, Rosas afirmó:

Ninguna persona me aconsejó la ejecución del cura Gutiérrez y Camila O’Gorman, ni persona alguna me habló ni escribió en su favor. Por el contrario, todas las personas primeras del clérigo me hablaron o escribieron sobre ese atrevido crimen, y la urgente necesidad de un ejemplar castigo para prevenir otros escándalos semejantes o parecidos. Yo creía lo mismo. Y siendo mía la responsabilidad, ordené la ejecución.

### El sitio de Montevideo y una nueva rebelión correntina
Después de la victoria de Arroyo Grande, Oribe todavía tenía una cuenta que saldar: atacó a Rivera en el Uruguay, y se instaló frente a Montevideo, a la que le puso sitio con el apoyo de varios regimientos argentinos. Apoyado por Francia, Inglaterra y posteriormente Brasil, y defendido por refugiados argentinos y mercenarios europeos, Rivera logró que la ciudad resistiera hasta 1851. La flota porteña del almirante Guillermo Brown estableció el bloqueo del puerto, lo que hubiera significado la inmediata caída de la ciudad, pero la escuadra anglo-francesa al mando del Comodoro Purvis logró alejar a las embarcaciones de Buenos Aires y mantener así una vía abierta para abastecer a la población.
Rivera fue expulsado de la ciudad, pero Oribe nunca logró capturarla.
Durante todo ese tiempo, las mejores tropas de Buenos Aires quedaron inmovilizadas en el Uruguay. En la historia uruguaya, este período es conocido como la Guerra Grande.
Corrientes se volvió a alzar contra Rosas en 1843, bajo el mando de los hermanos Joaquín y Juan Madariaga, pero no lograron exportar su rebelión a las demás provincias.
Tras más de cuatro años de resistencia, el nuevo gobernador entrerriano Justo José de Urquiza los venció en dos batallas, en Laguna Limpia y en Rincón de Vences. A fines de 1847, la Argentina quedó uniformemente alineada detrás de Rosas.

### LasTablas de sangre
Émile de Girardin reprodujo en La Presse una nota del londinense The Atlas del 1 de marzo de 1845 donde afirma que la casa Lafone & Co., concesionaria de la Aduana de Montevideo, encargó al poeta José Rivera Indarte un texto difamatorio contra Rosas. El contrato establecía, según La Presse, el pago de un penique por cadáver endilgado a Rosas. En Tablas de sangre Rivera Indarte atribuyó a Rosas cuatrocientas ochenta muertes, una cifra, en rigor, falsa. Se incluyen las muertes de Facundo Quiroga y su comitiva, Alejandro Heredia y José Benito Villafañe; asesinados los primeros por orden de los hermanos Reynafé, el segundo por encargo de Marco Avellaneda, y el último por Bernardo Navarro, todos éstos unitarios y enemigos de Rosas. También aparecen en la lista fallecidos por causas naturales, muchos desconocidos bajo las iniciales N.N., otros presumiblemente inventados y hasta personas que años más tarde seguirían vivos. Si las imputaciones contra Rivera Indarte son ciertas habrían significado un ingreso de dos libras esterlinas para el poeta. Lo acusó también de ser el responsable de la muerte de 22 560 personas durante todas las batallas y combates habidos en Argentina desde 1829 en adelante. Las estimaciones actuales de bajas producidas en todos los bandos beligerantes de esa época no alcanzan a la mitad de esa cifra.
Como corolario de esa nómina de asesinatos, le agregó un opúsculo: Es acción santa matar a Rosas, con lo que terminó desvirtuando la supuesta condena del crimen como herramienta política: «Nuestra opinión de que es acción santa matar a Rosas no es antisocial sino conforme con la doctrina de los legisladores y moralistas de todos los tiempos y edades. Muy dichosos nos reputaríamos si este escrito moviese el corazón de algún fuerte que hundiendo un puñal libertador en el pecho de Rosas, restituyese al Río de la Plata su perdida ventura y librase a la América y a la humanidad en general del grande escándalo que le deshonra».
Pero también acusaba a Rosas de muchas otras inmoralidades: de defraudación fiscal, malversación de fondos, haber «acusado calumniosamente a su respetable madre de adulterio [...] ha ido hasta el lecho donde yacía moribundo su padre a insultarlo», de haber abandonado a su esposa en sus últimos días, tener amantes de las familias más respetables. Llegó a escribir que «es culpable de torpe y escandaloso incesto con su hija Manuelita a quien ha corrompido». De Manuelita dice que «la virgen cándida es hoy marimacho sanguinario, que lleva en la frente la mancha asquerosa de la perdición» y que «ha presentado en un plato a sus convidados, como manjar delicioso, las orejas saladas de un prisionero».
El encargado de llevar el informe a Londres fue Florencio Varela.
Publicadas en folletín por el Times de Londres y por Le Constitutionnel de París, sirvió para justificar la intervención anglo-francesa en el Plata. Robert Peel, que aprobó el gasto de la Casa Lafone, lloró al leerlas en la tribuna de los Comunes pidiendo se aprobase la intervención, y Thiers se estremecía por «el salvajismo de esos descendientes de españoles» acoplando Francia a la intervención británica.

### El bloqueo anglo-francés
El gobierno de Rosas había prohibido la navegación por los ríos interiores a fin de reforzar la Aduana de Buenos Aires, único punto por el que se comerciaba con el exterior. Durante largo tiempo, Inglaterra había reclamado la libre navegación por los ríos Paraná y Uruguay para poder vender sus productos. En cierta medida, esto hubiera provocado la destrucción de la pequeña producción local.
Debido a esta disputa, el 18 de septiembre de 1845 las flotas inglesas y francesas bloquearon el puerto de Buenos Aires e impidieron que la flota porteña apoyara a Oribe en Montevideo. De hecho, la escuadra del almirante Guillermo Brown fue capturada por la flota británica. Uno de los objetivos políticos fundamentales del bloqueo era impedir que el joven Estado Oriental cayera en poder de Rosas y quedara plenamente bajo soberanía argentina.
La flota combinada avanzó por el río Paraná, intentando entrar en contacto con el gobierno rebelde de Corrientes y con Paraguay, cuyo nuevo presidente, Carlos Antonio López, pretendía abrir en algo el régimen cerrado heredado del doctor Francia. Lograron vencer la fuerte defensa que hicieron las tropas de Rosas, dirigidas por su cuñado Lucio Norberto Mansilla en la batalla de la Vuelta de Obligado, pero meses más tarde fueron derrotados en la batalla de Quebracho. Esas batallas hicieron demasiado costoso el triunfo anterior, por lo que no se volvió a intentar semejante aventura.
Al saber las noticias sobre la defensa de la soberanía argentina en el Plata, el general José de San Martín, que vivía en Francia, escribió:

Sobre todo, tiene para mí el general Rosas que ha sabido defender con toda energía y en toda ocasión el pabellón nacional. Por esto, después del combate de Obligado, tentado estuve de mandarle la espada con que contribuí a defender la independencia americana, por aquel acto de entereza, en el cual, con cuatro cañones, hizo conocer a la escuadra anglofrancesa, que pocos o muchos, sin contar los elementos, los argentinos saben siempre defender su independencia.
José de San Martín

Ya en su testamento redactado el 23 de enero de 1844 –un poco más de un año y medio antes de Obligado– ya había legado su sable corvo, la espada más preciada que tenía, la que había usado en Chacabuco y Maipú, al gobernador Rosas, quien la recibiría después del fallecimiento del libertador.

El sable que me ha acompañado en toda la guerra de la independencia de la América del Sud, le será entregado al General de la República Argentina don Juan Manuel de Rosas como una prueba de la satisfacción que, como argentino, he tenido al ver la firmeza con que ha sostenido el honor de la República contra las injustas pretensiones de los extranjeros que trataban de humillarla.
José de San Martín

Gran Bretaña levantó el bloqueo en 1847, aunque recién en 1849, con el tratado Arana-Southern, se concluyó definitivamente este conflicto. Francia tardó un año más, hasta la firma del tratado Arana-Le Prédour. Estos tratados reconocían la navegación del río Paraná como «una navegación interna de la Confederación Argentina y sujeta solamente a sus leyes y reglamentos, lo mismo que la del río Uruguay en común con el Estado Oriental».

### La caída

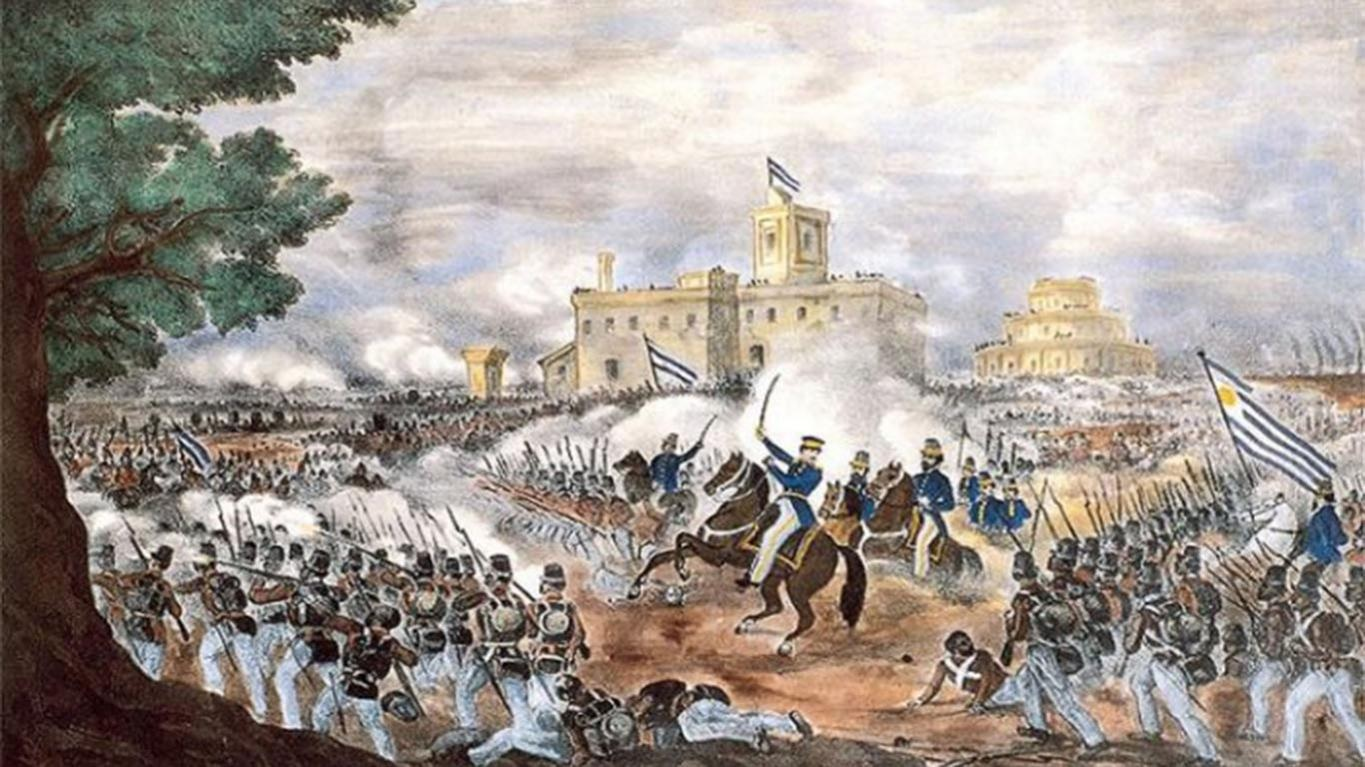
La Batalla de Caseros produjo la caída de Rosas.

Después de la retirada de Francia y Gran Bretaña, Montevideo solo dependía del Imperio del Brasil para sostenerse. Este, que era garante de la independencia de Uruguay, había abusado de esa condición en provecho propio. Juan Manuel de Rosas consideró inevitable una guerra con Brasil, y pretendió aprovecharla para reconquistar las Misiones Orientales. Declaró la guerra al Imperio y nombró comandante de su ejército a Justo José de Urquiza.
Varios personajes del partido federal acusaron a Rosas de lanzarse a esta nueva aventura solo para eternizar la situación de guerra que este usaba como excusa para no convocar una convención constituyente.
Los más inteligentes de sus opositores se convencieron de que no se podía vencer a Rosas solo con los unitarios. El general Paz, por ejemplo, creía que alguno de sus caudillos subalternos era quien lo iba a derribar; y pensó en Urquiza.
Urquiza no sentía ningún anhelo de libertad diferente del de Rosas, aunque su estilo era distinto en varios aspectos. Pero a fines del año 1850, Rosas le ordenó que cortara el contrabando desde y hacia Montevideo, que había beneficiado enormemente a Entre Ríos en los años anteriores.
Afectado económicamente, ya que el paso obligado por la Aduana de Buenos Aires para comerciar con el exterior era un problema económico de magnitud para su provincia, Urquiza se preparó a enfrentar a Rosas.
Pero no pretendió derrotar a un enemigo tan poderoso a la manera de los unitarios, lanzándose a la aventura; tras varios meses de negociaciones, acordó una alianza secreta con Corrientes y con el Brasil. El gobierno imperial se comprometió a financiar sus campañas y transportar sus tropas en sus buques, además de entregar enormes sumas de dinero al propio Urquiza para su uso personal, quizás destinado a fines políticos.
El 1 de mayo de 1851, lanzó su Pronunciamiento, por el que reasumió la conducción de las relaciones exteriores de su provincia, aceptando inesperadamente la renuncia que todos los años Rosas hacía de las mismas.
Urquiza tampoco se lanzó directamente sobre su enemigo, sino que primero atacó a Oribe en Uruguay. Lo obligó a capitular con él y entregar el gobierno a una alianza de los disidentes de su partido con los colorados de Montevideo. A continuación se apoderó del armamento argentino que formaba parte de las fuerzas de Oribe y de sus soldados, que fueron incorporados al Ejército Grande de Urquiza.
Solo entonces, Urquiza se trasladó a Santa Fe, derrocó allí a Echagüe y atacó a Rosas. Tras la defección de Pacheco, Rosas asumió el comando de su ejército,
al frente del cual fue derrotado en la batalla de Caseros, el 3 de febrero de 1852.
Tras la derrota, Rosas abandonó el campo de batalla –acompañado únicamente por un ayudante– y firmó su renuncia en el "Hueco de los sauces" (actual Plaza Garay de la ciudad de Buenos Aires):

Creo haber llenado mi deber con mis conciudadanos y compañeros. Si más no hemos hecho en el sostén de nuestra independencia, nuestra identidad, y de nuestro honor, es porque más no hemos podido.
Juan Manuel de Rosas

## Después de Caseros

### Exilio
Juan Manuel de Rosas se refugió en la legación británica, la tarde del día siguiente. Protegido por el Encargado de Negocios del Reino Unido Robert Gore, partió hacia Inglaterra en el buque de guerra británico Conflict. Al llegar a dicho país, se instaló en Swanthling, cerca de Southampton,
Allí vivió en una granja de 140 acres que alquiló,
donde intentó reproducir algunas de las características de una estancia de la pampa. Fue otra de las tantas contradicciones de su vida, al buscar refugio en un país con el que estuvo repetidamente en conflicto.
Había empezado a estudiar el idioma inglés junto a Manuelita en la embarcación que lo llevó a Gran Bretaña y siguió con lecciones en Southampton; lo hablaba mal pero de corrido. Nunca aprendió ningún otro idioma.
Rosas consideraba a su hija Manuelita una ingrata por haberse casado con Máximo Terreno y mudarse a Londres en 1852. Aunque mantenían correspondencia semanal y Manuelita lo visitaba dos veces al año con su esposo y sus hijos, Rodrigo Tomás y Manuel Máximo, Rosas sentía que lo había abandonado. Se negó a asistir a la boda de Manuelita y lamentaba su casamiento en cartas a allegados. También se sintió traicionado por su hijo Juan Bautista, quien regresó a Buenos Aires en 1855. No fue a despedirlo y decidió no ayudarlo económicamente, resentido por todo lo que le había dado en el pasado.
En su vida diaria trabajaba en la granja desde las ocho de la mañana hasta el mediodía, acompañado de un niño que le cebaba mate. Luego continuaba trabajando hasta las cinco de la tarde y pasaba el resto del tiempo escribiendo cartas y documentos. Era conocido entre los lugareños por sus costumbres argentinas, como montar a caballo y tomar mate, costumbre que logró popularizar en la zona.  A los 83 años, a pesar de sus problemas de gota, seguía trabajando en el campo hasta que cayó enfermo en marzo de 1877.
Recibía pocas visitas, pero escribió un buen número de cartas a quienes habían sido sus amigos. En general, trataban de su situación económica, de testimonios sobre su propia vida y en algunos casos tocaba temas de política actual: por ejemplo, escribió a Mitre que lo que le convenía a Buenos Aires era separarse del resto del país y establecerse como una nación independiente.
El 28 de agosto de 1862 firmó su testamento en Southampton. En su cláusula segunda nombró albacea –ejecutor testamentario– al "Honorable Lord Vizconde Palmerston", por "las tan finas como amistosas consideraciones con que me ha favorecido". "En el caso de su muerte (de Palmerston) nombro a la persona que desempeñe el Ministerio de Relaciones Exteriores del Gobierno de Su Majestad Británica".
Aún en vida del exgobernador, José Manuel Estrada opinó que Rosas:

Tiranizó por tiranizar, tiranizó por deleite, por vocación, a impulsos de no sé qué fatalidad orgánica, sin dar al país la paz que prometió, antes más bien llevando de un cabo a otro de la República, la depravación y el hierro y destruyendo todas las condiciones morales y jurídicas sobre las cuales descansa el orden de las sociedades humanas.
José Manuel Estrada

### Juicio contra Rosas
El 9 de agosto de 1856 el Senado de Buenos Aires sancionó un proyecto de ley en el cual se calificó a Rosas de «reo de lesa patria» y se declaró la competencia de la justicia de los tribunales en el juzgamiento de los delitos ordinarios endilgados a Rosas.
En 1857 la Legislatura de la Provincia de Buenos Aires declara «traidor a la Patria» a Juan Manuel de Rosas al sancionar la «Ley sobre enjuiciamiento de Juan Manuel Rosas».
La intencionalidad difamatoria se evidencia en los argumentos de los diputados involucrados:

¿Qué dirá la Historia cuando se vea que la Inglaterra ha devuelto a ese tirano los cañones tomados en acción de guerra y saludado su pabellón sangriento y manchado con una salva de 21 cañonazos? La Francia que hizo causa común con los enemigos de Rosas, que inició la cruzada en la figura del General Lavalle, a su tiempo le abandonó y trató con Rosas, y también debió saludar su pabellón con 21 cañonazos. (...) ¿Qué se dirá en la Historia, y esto es triste decirlo, cuando se sepa que el valiente Almirante Brown, el héroe de la Marina de Guerra de la Independencia, fue el Almirante que defendió la tiranía de Rosas?¿Que el general San Martín, vencedor de los Andes, el padre de las glorias argentinas, le hizo el homenaje más grandioso que puede hacerse a un militar entregándole su espada?¿Se verá a este hombre, Rosas, dentro de 20 o 50 años, tal como lo vemos nosotros a 5 años de su caída, si no nos adelantamos a votar una ley que lo castigue definitivamente con el dicterio de traidor? No señor, no podemos dejar el juicio de Rosas a la Historia, porque si no decimos desde ahora que era un traidor, y enseñamos en la escuela a odiarlo, Rosas no será considerado por la Historia como un tirano, quizá lo sería como el más grande y glorioso de los argentinos.
Diputado Nicolás Albarellos, 1857

La sentencia del juez Sixto Villegas, confirmada por la Cámara de Apelaciones y el Superior Tribunal, fue la siguiente:

Por tantos y tan horrendos crímenes comprobados contra el hombre, contra la patria, contra la Naturaleza, contra Dios(...)En cumplimiento de las leyes, en nombre de las generaciones que pasan y piden justicia y en nombre de las generaciones que vienen y esperan ejemplo(...) Condeno, como debo, a Juan Manuel de Rosas a la pena ordinaria de muerte con calidad aleve; a la restitución de los haberes robados a los particulares y al fisco y a ser ejecutado día y hora que se señale, en San Benito de Palermo, último foco de sus crímenes(...)
Sixto Villegas

### Muerte

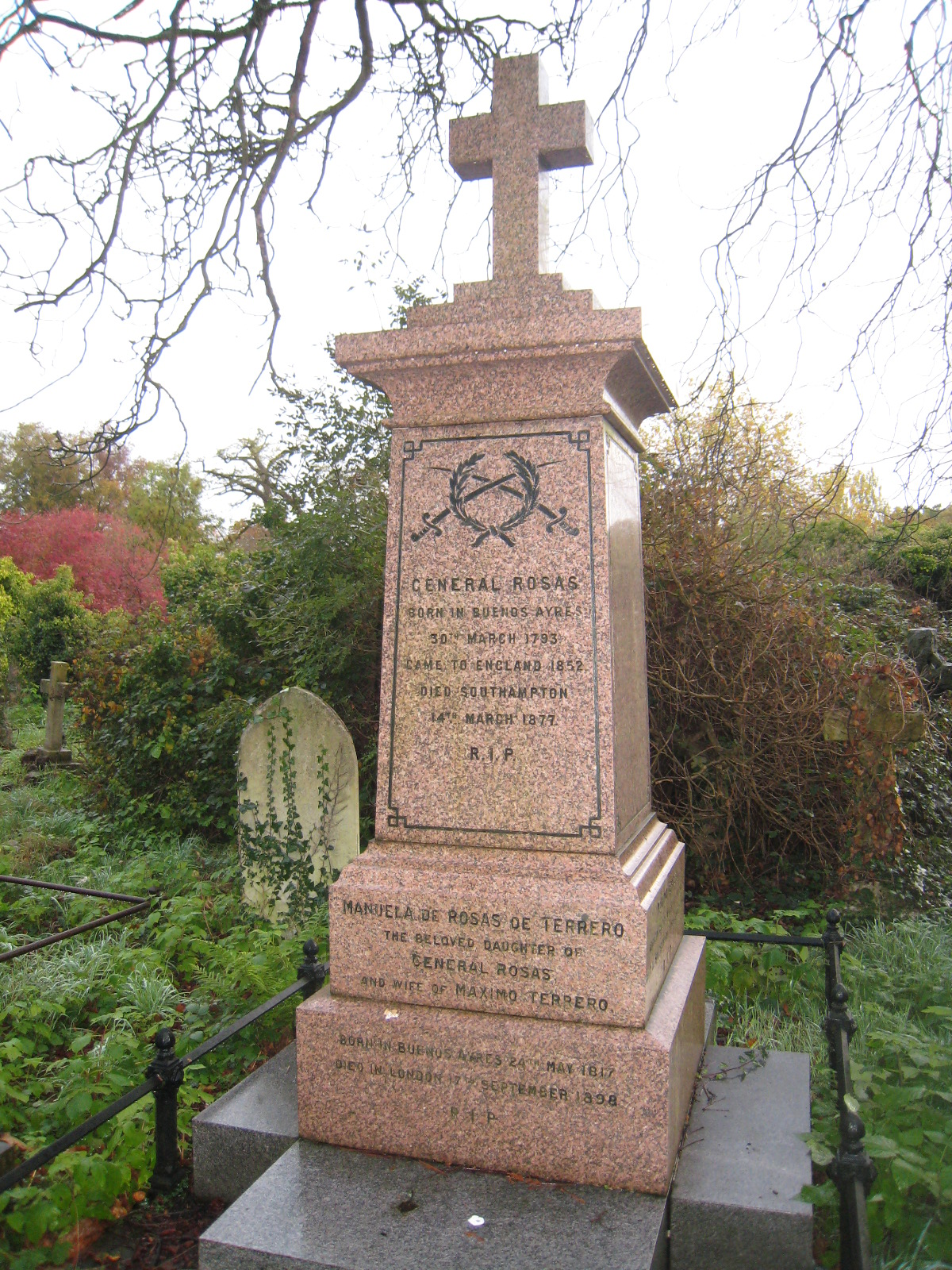
Memorial en Southampton en el Old Cemetery ("cementerio antiguo").

En Argentina le habían confiscado sus propiedades, no tenía contacto con su familia ni con su hermano Prudencio, que vivía holgadamente en Sevilla. Se atrevió a pedirle ayuda económica a Urquiza, el cual se la otorgó, y cuando el entrerriano fue asesinado, lo siguió haciendo su viuda.
A los 83 años, Rosas seguía trabajando en el campo cada mañana, a pesar de sufrir de gota. El sábado 10 de marzo salió y sufrió un enfriamiento que se complicó y lo dejó en cama. Su vecino, el doctor John Wiblin, lo atendió y llamó a Manuelita, quien llegó y  cuidó de su padre sin separarse de su lado. Aunque el martes 13 Rosas parecía mejorar, en la madrugada del miércoles 14 de marzo, Manuelita notó que su padre tenía la mano muy fría mientras dormía junto a él. Le preguntó cómo se sentía, y él contestó "No sé, m’ hija", y expiró ese mismo día.
El lunes siguiente fueron los funerales en el cementerio local. El 24, el Southampton Times & Hampshire Express publicó una breve necrológica, que informaba que “su excelencia” el general Juan Manuel de Rosas había muerto de inflamación en los pulmones.
Cuando la noticia de su muerte llegó a Buenos Aires, el gobierno prohibió hacer ningún funeral ni misa en favor de su alma, y organizó un inusual responso por las víctimas de su tiranía.
El caserón de Rosas, en San Benito de Palermo, quedó abandonada con su exilio, y fue una ruina durante la siguiente década. Luego fue utilizada por el Gobierno Nacional con varios fines: Colegio Militar, Escuela Naval, etcétera,
mientras el presidente Domingo Faustino Sarmiento impulsó la transformación de los terrenos de estancia en un espacio público, el Parque 3 de Febrero, llamado en honor a la batalla de Caseros. El edificio siguió en pie hasta el 3 de febrero de 1899, cuando el intendente Adolfo Bullrich ejecutó su implosión, con muy poca oposición social.

## Después de Rosas
Después de la caída de Juan Manuel de Rosas, Urquiza declaró que no habría «ni vencedores ni vencidos», y se apresuró a reunir el Congreso Constituyente de Santa Fe, que sancionó la Constitución Argentina de 1853 el 1 de mayo de ese año. Al año siguiente asumió como presidente de la Argentina, pero la provincia de Buenos Aires, dominada por los unitarios –más muchos antiguos colaboradores de Rosas– se negó a participar en esa Constitución y se separó del país. En 1859 el país fue unificado legalmente junto con la provincia de Buenos Aires, aunque la reunificación real se produjo –por la fuerza– a partir de 1861.
Tampoco hubo un cambio significativo en las costumbres políticas ya que los gobernantes que lo sucedieron, que se habían opuesto a su régimen quejándose de las persecuciones sufridas, hostigaron con extrema crueldad a sus opositores, a quienes negaron los derechos más elementales, ejecutando a muchos de ellos con la excusa de que no eran partidarios en armas, sino simples bandidos.
Las largas guerras civiles que siguieron a la caída de Rosas, por lo menos hasta 1880 –en las cuales participaron miembros del partido federal hasta 1873– justificaron en el mismo Rosas su descreimiento en la permanente y esperada acción pacificadora y modernizadora de la constitución que éste había postergado.
Los críticos más emblemáticos de Rosas y su gobierno fueron políticos de ideología liberal como Mitre y Sarmiento. Estos habían debido emigrar en ese período hacia otros países, como Uruguay y Chile. Tras la batalla de Caseros, todos ellos regresaron juntamente con los cientos de exiliados a causa del rosismo. Alberdi en cambio, aunque también debió exiliarse, alternó una fuerte oposición inicial con una actitud de justificación basada en la idea de la necesidad de una autoridad nacional fuerte; visitó a Rosas en Southampton en 1857 y mantuvo un breve intercambio epistolar con él.
También expresó Alberdi:

Aunque opuesto a Rosas como hombre de partido, he dicho que escribo esto con colores argentinos. A mis ojos, Rosas no es un simple tirano. Si en su mano hay una vara sangrienta de hierro, también veo en su cabeza la escarapela de Belgrano. No me ciega tanto el amor de partido, para no conocer lo que es Rosas.
Juan Bautista Alberdi

El pensamiento de Alberdi y su obra Bases y puntos de partida para la organización política de la República Argentina, conjuntamente con el modelo estadounidense, y las constituciones argentinas anteriores fueron la génesis de la nueva Constitución Nacional.
El Estado de Buenos Aires sometió a Rosas a un proceso criminal; aun antes de que este fuera resuelto, el 9 de agosto de 1856 el Senado de Buenos Aires sancionó un proyecto de ley, en el cual se calificaba a Rosas:

Reo de lesa patria, por la tiranía sangrienta que ejerció sobre el pueblo y por haber hecho traición a la independencia de su patria.
Senado de Buenos Aires

Ya en el siglo XX, el investigador Tulio Halperín Donghi, citado por Pacho O’Donnell, sostuvo que Rosas:

Era un autócrata por naturaleza y hasta el fin de sus días se mostró convencido de que a los países había que gobernarlos con mano fuerte para evitar lo que él consideraba su natural tendencia a la anarquía. Hay quien afirma que Rosas conocía la obra del francés Bossuet, defensor del absolutismo monárquico, cuyas ideas textuales reproduciría en sus escritos: «El rey puede compararse con un padre y recíprocamente un padre puede ser comparado con el rey,...Amar, gobernar, recompensar y castigar es lo que deben hacer un rey y un padre».
Tulio Halperín Donghi (historiador argentino)

## Rosas en la actualidad

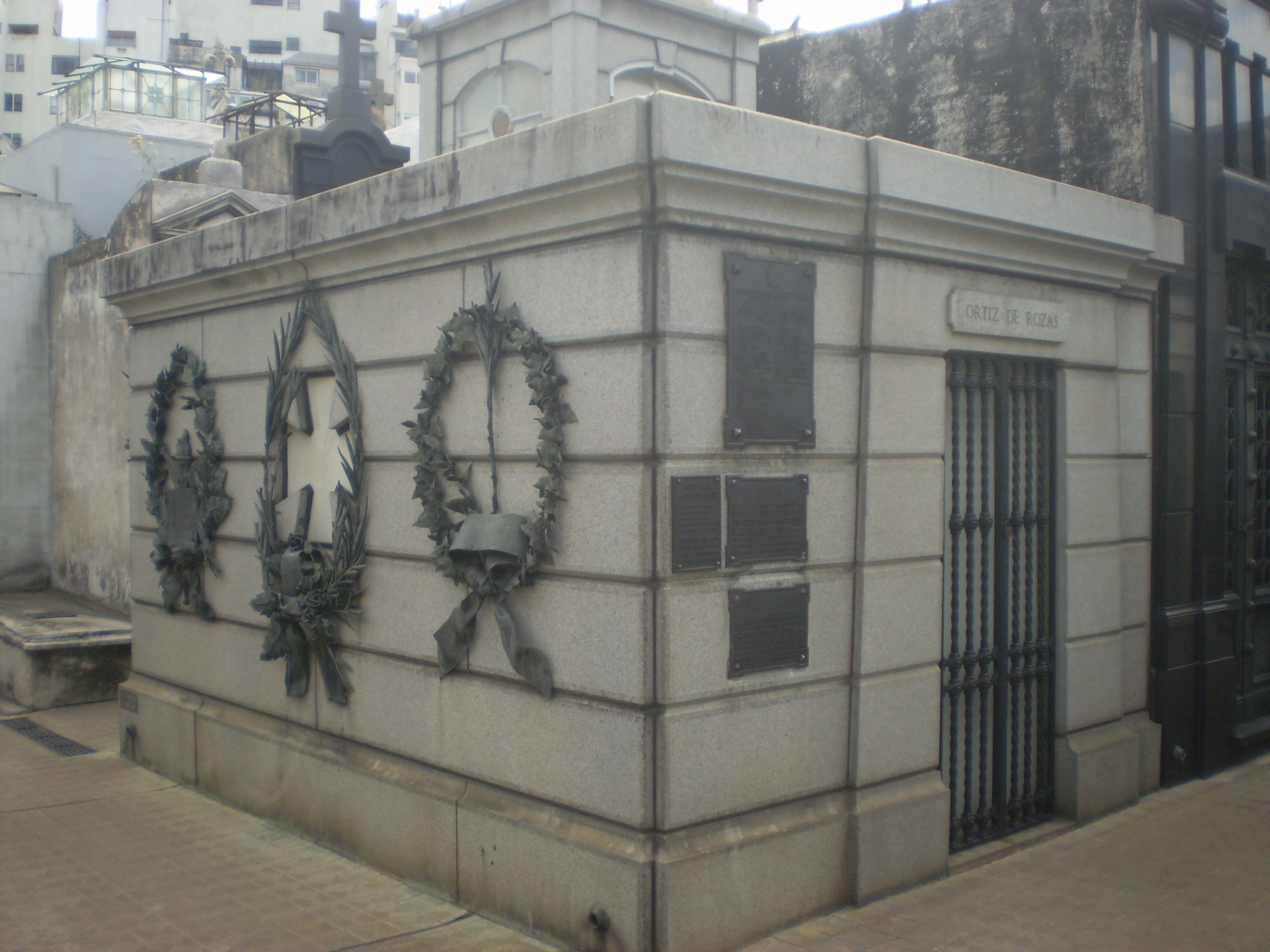
Tumba de Rosas en el Cementerio de la Recoleta.

Los restos de Juan Manuel de Rosas permanecieron en el exilio durante más de un siglo. Su cuerpo fue repatriado el 1 de octubre de 1989, durante la presidencia de Carlos Saúl Menem, en cumplimiento de una ley promulgada en 1974 por la presidenta María Estela Martínez de Perón. Reposan actualmente en el panteón familiar del Cementerio de la Recoleta en la Ciudad de Buenos Aires.
En 1999 se construyó el primer monumento en su honor, ubicado en la Plaza Intendente Seeber, en la esquina de la avenida del Libertador y avenida General Sarmiento, en el Parque 3 de Febrero, en el barrio porteño de Palermo.
Una estación de la línea B del subte de la capital lleva su nombre, aunque en la actualidad no existe ninguna calle en esa ciudad que lo conmemore. No obstante, en otras localidades de la Argentina se lo recuerda con nombres dados a la toponimia urbana: en La Matanza, la Ruta Nacional 3 se denomina Avenida Brigadier General Juan Manuel de Rosas; en José León Suárez (Partido de General San Martín) el trayecto de la ruta 4 lleva su nombre; la avenida costanera de la ciudad de San Carlos de Bariloche también se llama Rosas; y lo mismo sucede con una calle céntrica de la ciudad de Rosario .
En el año 1991, el Correo Oficial argentino emitió una estampilla con un valor de 4000 australes alusiva a la «Repatriación de los restos del brigadier general don Juan Manuel de Rosas», con su efigie.
Desde 1992 los billetes de 20 pesos llevaron su figura. En octubre de 2017, el Gobierno de Mauricio Macri decretó remplazarlos por la efigie de un guanaco.
En la ciudad de San Miguel del Monte, provincia de Buenos Aires, se conserva el rancho de Rosas, construido en 1817. Pertenecía a la estancia Los Cerrillos, cercana a la ciudad, y fue trasladado a su emplazamiento actual en 1987. Allí funciona el museo Guardia de Monte.
En la localidad de Virrey del Pino –calle Máximo Herrera 5700–, en el partido de La Matanza, Provincia de Buenos Aires, se conserva el casco de la antigua estancia San Martín (Estancia El Pino), adquirida el 20 de abril de 1822 por la sociedad Rosas, Terrero y Cía., formada por Rosas, Juan Nepomuceno Terrero y Luis Dorrego. Al disolverse esa sociedad en 1837, pasó a ser de propiedad exclusiva de Rosas. Allí funciona actualmente el Museo Histórico Municipal de La Matanza Brigadier General Don Juan Manuel de Rosas.
En la localidad de San Andrés -calle 72 y Diego Pombo, N° 3324-, en el Partido de General San Martín, Provincia de Buenos Aires, se conserva el edificio construido en 1840 durante el conflicto que la Argentina mantuvo con Francia en los años 1838-1840, donde funcionó la comandancia del campamento de los Santos Lugares de Rosas.

## Iconografía
En muchos retratos de Rosas, aparece portando una banda escarlata y una gran condecoración que pende del cuello; se trata de una medalla de oro en forma de Sol, con círculo de brillantes e inscripto en el anverso que reza: «La expedicion á los desiertos del Sur del año 33 engrandeció la Provincia y aseguró sus propiedades», y en el reverso la columna erigida por decreto de 9 de febrero de 1834.

## Ancestros
| \| \| \| \| \| \| \| \| \| \| \| \| \| \| \| \| \| \| \| \| 16. Urbano Ortiz de Rozas y Fernández de Soto \| \| \| \| \| \| \| \| \| \| \| \| \| \| \| \| \| \| \| \| \| \| \| \| \| \| \| \| \| \| \| \| \| \| \| \| \| \| \| \| \| \| \| \| \| \| \| \| \| \| \| \| \| \| 8. Bartolomé Ortiz de Rozas y García de Villasuso \| \| \| \| \| \| \| \| \| \| \| \| \| \| \| \| \| \| \| \| \| \| \| \| \| \| \| \| \| \| \| \| \| \| \| \| \| \| \| \| \| \| \| \| \| \| \| \| \| \| \| \| \| \| 17. Isabel García de Villasuso y Sainz de la Maza \| \| \| \| \| \| \| \| \| \| \| \| \| \| \| \| \| \| \| \| \| \| \| \| \| \| \| \| \| \| \| \| \| \| \| \| \| \| \| \| \| \| \| \| \| \| \| \| \| \| \| \| \| \| 4. Domingo Ortiz de Rozas y Rodillo de Brizuela \| \| \| \| \| \| \| \| \| \| \| \| \| \| \| \| \| \| \| \| \| \| \| \| \| \| \| \| \| \| \| \| \| \| \| \| \| \| \| \| \| \| \| \| \| \| \| \| \| \| \| \| \| \| 9. María Antonia Rodillo de Brizuela \| \| \| \| \| \| \| \| \| \| \| \| \| \| \| \| \| \| \| \| \| \| \| \| \| \| \| \| \| \| \| \| \| \| \| \| \| \| \| \| \| \| \| \| \| \| \| \| \| \| \| \| \| \| 2. León Ortiz de Rozas y Gózalez de la Cuadra \| \| \| \| \| \| \| \| \| \| \| \| \| \| \| \| \| \| \| \| \| \| \| \| \| \| \| \| \| \| \| \| \| \| \| \| \| \| \| \| \| \| \| \| \| \| \| \| \| \| \| \| \| \| 20. Pablo González de la Cuadra \| \| \| \| \| \| \| \| \| \| \| \| \| \| \| \| \| \| \| \| \| \| \| \| \| \| \| \| \| \| \| \| \| \| \| \| \| \| \| \| \| \| \| \| \| \| \| \| \| \| \| \| \| \| 10. Pablo González de la Cuadra y Zabala \| \| \| \| \| \| \| \| \| \| \| \| \| \| \| \| \| \| \| \| \| \| \| \| \| \| \| \| \| \| \| \| \| \| \| \| \| \| \| \| \| \| \| \| \| \| \| \| \| \| \| \| \| \| 21. María de Zabala \| \| \| \| \| \| \| \| \| \| \| \| \| \| \| \| \| \| \| \| \| \| \| \| \| \| \| \| \| \| \| \| \| \| \| \| \| \| \| \| \| \| \| \| \| \| \| \| \| \| \| \| \| \| 5. Catalina Gónzalez de la Cuadra y Fernández de la Parra \| \| \| \| \| \| \| \| \| \| \| \| \| \| \| \| \| \| \| \| \| \| \| \| \| \| \| \| \| \| \| \| \| \| \| \| \| \| \| \| \| \| \| \| \| \| \| \| \| \| \| \| \| \| 22. Juan Bautista Fernández de la Parra y García \| \| \| \| \| \| \| \| \| \| \| \| \| \| \| \| \| \| \| \| \| \| \| \| \| \| \| \| \| \| \| \| \| \| \| \| \| \| \| \| \| \| \| \| \| \| \| \| \| \| \| \| \| \| 11. Isabel Fernández de la Parra y Ponce de León \| \| \| \| \| \| \| \| \| \| \| \| \| \| \| \| \| \| \| \| \| \| \| \| \| \| \| \| \| \| \| \| \| \| \| \| \| \| \| \| \| \| \| \| \| \| \| \| \| \| \| \| \| \| 23. Catalina Ponce de León y Naharro-Humanés \| \| \| \| \| \| \| \| \| \| \| \| \| \| \| \| \| \| \| \| \| \| \| \| \| \| \| \| \| \| \| \| \| \| \| \| \| \| \| \| \| \| \| \| \| \| \| \| \| \| \| \| \| \| 1. Juan Manuel Ortiz de Rozas y López de Osornio \| \| \| \| \| \| \| \| \| \| \| \| \| \| \| \| \| \| \| \| \| \| \| \| \| \| \| \| \| \| \| \| \| \| \| \| \| \| \| \| \| \| \| \| \| \| \| \| \| \| \| \| \| \| 24. Francisco López de Osornio \| \| \| \| \| \| \| \| \| \| \| \| \| \| \| \| \| \| \| \| \| \| \| \| \| \| \| \| \| \| \| \| \| \| \| \| \| \| \| \| \| \| \| \| \| \| \| \| \| \| \| \| \| \| 12. Francisco López de Osornio y Merlo \| \| \| \| \| \| \| \| \| \| \| \| \| \| \| \| \| \| \| \| \| \| \| \| \| \| \| \| \| \| \| \| \| \| \| \| \| \| \| \| \| \| \| \| \| \| \| \| \| \| \| \| \| \| 25. Tomasa Merlo y de la Mota \| \| \| \| \| \| \| \| \| \| \| \| \| \| \| \| \| \| \| \| \| \| \| \| \| \| \| \| \| \| \| \| \| \| \| \| \| \| \| \| \| \| \| \| \| \| \| \| \| \| \| \| \| \| 6. Clemente López de Osornio y Gamiz de las Cuevas \| \| \| \| \| \| \| \| \| \| \| \| \| \| \| \| \| \| \| \| \| \| \| \| \| \| \| \| \| \| \| \| \| \| \| \| \| \| \| \| \| \| \| \| \| \| \| \| \| \| \| \| \| \| 26. Pedro Gamiz de las Cuevas \| \| \| \| \| \| \| \| \| \| \| \| \| \| \| \| \| \| \| \| \| \| \| \| \| \| \| \| \| \| \| \| \| \| \| \| \| \| \| \| \| \| \| \| \| \| \| \| \| \| \| \| \| \| 13. María Gamiz de las Cuevas y Álvarez de Lasarte \| \| \| \| \| \| \| \| \| \| \| \| \| \| \| \| \| \| \| \| \| \| \| \| \| \| \| \| \| \| \| \| \| \| \| \| \| \| \| \| \| \| \| \| \| \| \| \| \| \| \| \| \| \| 27. Tomasa Álvarez de Lasarte y González \| \| \| \| \| \| \| \| \| \| \| \| \| \| \| \| \| \| \| \| \| \| \| \| \| \| \| \| \| \| \| \| \| \| \| \| \| \| \| \| \| \| \| \| \| \| \| \| \| \| \| \| \| \| 3. Agustina Josefa Teresa López de Osornio y del Rubio \| \| \| \| \| \| \| \| \| \| \| \| \| \| \| \| \| \| \| \| \| \| \| \| \| \| \| \| \| \| \| \| \| \| \| \| \| \| \| \| \| \| \| \| \| \| \| \| \| \| \| \| \| \| 28. Juan José del Rubio y Muros \| \| \| \| \| \| \| \| \| \| \| \| \| \| \| \| \| \| \| \| \| \| \| \| \| \| \| \| \| \| \| \| \| \| \| \| \| \| \| \| \| \| \| \| \| \| \| \| \| \| \| \| \| \| 14. Juan José del Rubio y Casco de Mendoza \| \| \| \| \| \| \| \| \| \| \| \| \| \| \| \| \| \| \| \| \| \| \| \| \| \| \| \| \| \| \| \| \| \| \| \| \| \| \| \| \| \| \| \| \| \| \| \| \| \| \| \| \| \| 29. Bartola Catalina Casco de Mendoza y Machado \| \| \| \| \| \| \| \| \| \| \| \| \| \| \| \| \| \| \| \| \| \| \| \| \| \| \| \| \| \| \| \| \| \| \| \| \| \| \| \| \| \| \| \| \| \| \| \| \| \| \| \| \| \| 7. María Manuela del Rubio y Díaz de Cabrera \| \| \| \| \| \| \| \| \| \| \| \| \| \| \| \| \| \| \| \| \| \| \| \| \| \| \| \| \| \| \| \| \| \| \| \| \| \| \| \| \| \| \| \| \| \| \| \| \| \| \| \| \| \| 30. Antonio Díaz de Cabrera \| \| \| \| \| \| \| \| \| \| \| \| \| \| \| \| \| \| \| \| \| \| \| \| \| \| \| \| \| \| \| \| \| \| \| \| \| \| \| \| \| \| \| \| \| \| \| \| \| \| \| \| \| \| 15. Isabel Díaz de Cabrera y Gamiz de la Cueva \| \| \| \| \| \| \| \| \| \| \| \| \| \| \| \| \| \| \| \| \| \| \| \| \| \| \| \| \| \| \| \| \| \| \| \| \| \| \| \| \| \| \| \| \| \| \| \| \| \| \| \| \| \| 31. Teresa Gamiz de las Cuevas y Álvarez de Lasarte \| \| \| \| \| \| \| \| \| \| \| \| \| \| \| \| \| \| \| \| \| \| \| \| \| \| \| \| \| \| \| \| \| \| \| \| \| \| \| \| \| \| \| \| \| \| \| \| \| \| \| \| |                                                           |  |  |  |  |  |  |  |  |  |  |  |  |  |  |  |
| |                                                           |  |  |  |  |  |  |  |  |  |  |  |  |  |  |  |
| | 16. Urbano Ortiz de Rozas y Fernández de Soto             |  |  |  |  |  |  |  |  |  |  |  |  |  |  |  |
| |                                                           |  |  |  |  |  |  |  |  |  |  |  |  |  |  |  |
| |                                                           |  |  |  |  |  |  |  |  |  |  |  |  |  |  |  |
| | 8. Bartolomé Ortiz de Rozas y García de Villasuso         |  |  |  |  |  |  |  |  |  |  |  |  |  |  |  |
| |                                                           |  |  |  |  |  |  |  |  |  |  |  |  |  |  |  |
| |                                                           |  |  |  |  |  |  |  |  |  |  |  |  |  |  |  |
| | 17. Isabel García de Villasuso y Sainz de la Maza         |  |  |  |  |  |  |  |  |  |  |  |  |  |  |  |
| |                                                           |  |  |  |  |  |  |  |  |  |  |  |  |  |  |  |
| |                                                           |  |  |  |  |  |  |  |  |  |  |  |  |  |  |  |
| | 4. Domingo Ortiz de Rozas y Rodillo de Brizuela           |  |  |  |  |  |  |  |  |  |  |  |  |  |  |  |
| |                                                           |  |  |  |  |  |  |  |  |  |  |  |  |  |  |  |
| |                                                           |  |  |  |  |  |  |  |  |  |  |  |  |  |  |  |
| | 9. María Antonia Rodillo de Brizuela                      |  |  |  |  |  |  |  |  |  |  |  |  |  |  |  |
| |                                                           |  |  |  |  |  |  |  |  |  |  |  |  |  |  |  |
| |                                                           |  |  |  |  |  |  |  |  |  |  |  |  |  |  |  |
| | 2. León Ortiz de Rozas y Gózalez de la Cuadra             |  |  |  |  |  |  |  |  |  |  |  |  |  |  |  |
| |                                                           |  |  |  |  |  |  |  |  |  |  |  |  |  |  |  |
| |                                                           |  |  |  |  |  |  |  |  |  |  |  |  |  |  |  |
| | 20. Pablo González de la Cuadra                           |  |  |  |  |  |  |  |  |  |  |  |  |  |  |  |
| |                                                           |  |  |  |  |  |  |  |  |  |  |  |  |  |  |  |
| |                                                           |  |  |  |  |  |  |  |  |  |  |  |  |  |  |  |
| | 10. Pablo González de la Cuadra y Zabala                  |  |  |  |  |  |  |  |  |  |  |  |  |  |  |  |
| |                                                           |  |  |  |  |  |  |  |  |  |  |  |  |  |  |  |
| |                                                           |  |  |  |  |  |  |  |  |  |  |  |  |  |  |  |
| | 21. María de Zabala                                       |  |  |  |  |  |  |  |  |  |  |  |  |  |  |  |
| |                                                           |  |  |  |  |  |  |  |  |  |  |  |  |  |  |  |
| |                                                           |  |  |  |  |  |  |  |  |  |  |  |  |  |  |  |
| | 5. Catalina Gónzalez de la Cuadra y Fernández de la Parra |  |  |  |  |  |  |  |  |  |  |  |  |  |  |  |
| |                                                           |  |  |  |  |  |  |  |  |  |  |  |  |  |  |  |
| |                                                           |  |  |  |  |  |  |  |  |  |  |  |  |  |  |  |
| | 22. Juan Bautista Fernández de la Parra y García          |  |  |  |  |  |  |  |  |  |  |  |  |  |  |  |
| |                                                           |  |  |  |  |  |  |  |  |  |  |  |  |  |  |  |
| |                                                           |  |  |  |  |  |  |  |  |  |  |  |  |  |  |  |
| | 11. Isabel Fernández de la Parra y Ponce de León          |  |  |  |  |  |  |  |  |  |  |  |  |  |  |  |
| |                                                           |  |  |  |  |  |  |  |  |  |  |  |  |  |  |  |
| |                                                           |  |  |  |  |  |  |  |  |  |  |  |  |  |  |  |
| | 23. Catalina Ponce de León y Naharro-Humanés              |  |  |  |  |  |  |  |  |  |  |  |  |  |  |  |
| |                                                           |  |  |  |  |  |  |  |  |  |  |  |  |  |  |  |
| |                                                           |  |  |  |  |  |  |  |  |  |  |  |  |  |  |  |
| | 1. Juan Manuel Ortiz de Rozas y López de Osornio          |  |  |  |  |  |  |  |  |  |  |  |  |  |  |  |
| |                                                           |  |  |  |  |  |  |  |  |  |  |  |  |  |  |  |
| |                                                           |  |  |  |  |  |  |  |  |  |  |  |  |  |  |  |
| | 24. Francisco López de Osornio                            |  |  |  |  |  |  |  |  |  |  |  |  |  |  |  |
| |                                                           |  |  |  |  |  |  |  |  |  |  |  |  |  |  |  |
| |                                                           |  |  |  |  |  |  |  |  |  |  |  |  |  |  |  |
| | 12. Francisco López de Osornio y Merlo                    |  |  |  |  |  |  |  |  |  |  |  |  |  |  |  |
| |                                                           |  |  |  |  |  |  |  |  |  |  |  |  |  |  |  |
| |                                                           |  |  |  |  |  |  |  |  |  |  |  |  |  |  |  |
| | 25. Tomasa Merlo y de la Mota                             |  |  |  |  |  |  |  |  |  |  |  |  |  |  |  |
| |                                                           |  |  |  |  |  |  |  |  |  |  |  |  |  |  |  |
| |                                                           |  |  |  |  |  |  |  |  |  |  |  |  |  |  |  |
| | 6. Clemente López de Osornio y Gamiz de las Cuevas        |  |  |  |  |  |  |  |  |  |  |  |  |  |  |  |
| |                                                           |  |  |  |  |  |  |  |  |  |  |  |  |  |  |  |
| |                                                           |  |  |  |  |  |  |  |  |  |  |  |  |  |  |  |
| | 26. Pedro Gamiz de las Cuevas                             |  |  |  |  |  |  |  |  |  |  |  |  |  |  |  |
| |                                                           |  |  |  |  |  |  |  |  |  |  |  |  |  |  |  |
| |                                                           |  |  |  |  |  |  |  |  |  |  |  |  |  |  |  |
| | 13. María Gamiz de las Cuevas y Álvarez de Lasarte        |  |  |  |  |  |  |  |  |  |  |  |  |  |  |  |
| |                                                           |  |  |  |  |  |  |  |  |  |  |  |  |  |  |  |
| |                                                           |  |  |  |  |  |  |  |  |  |  |  |  |  |  |  |
| | 27. Tomasa Álvarez de Lasarte y González                  |  |  |  |  |  |  |  |  |  |  |  |  |  |  |  |
| |                                                           |  |  |  |  |  |  |  |  |  |  |  |  |  |  |  |
| |                                                           |  |  |  |  |  |  |  |  |  |  |  |  |  |  |  |
| | 3. Agustina Josefa Teresa López de Osornio y del Rubio    |  |  |  |  |  |  |  |  |  |  |  |  |  |  |  |
| |                                                           |  |  |  |  |  |  |  |  |  |  |  |  |  |  |  |
| |                                                           |  |  |  |  |  |  |  |  |  |  |  |  |  |  |  |
| | 28. Juan José del Rubio y Muros                           |  |  |  |  |  |  |  |  |  |  |  |  |  |  |  |
| |                                                           |  |  |  |  |  |  |  |  |  |  |  |  |  |  |  |
| |                                                           |  |  |  |  |  |  |  |  |  |  |  |  |  |  |  |
| | 14. Juan José del Rubio y Casco de Mendoza                |  |  |  |  |  |  |  |  |  |  |  |  |  |  |  |
| |                                                           |  |  |  |  |  |  |  |  |  |  |  |  |  |  |  |
| |                                                           |  |  |  |  |  |  |  |  |  |  |  |  |  |  |  |
| | 29. Bartola Catalina Casco de Mendoza y Machado           |  |  |  |  |  |  |  |  |  |  |  |  |  |  |  |
| |                                                           |  |  |  |  |  |  |  |  |  |  |  |  |  |  |  |
| |                                                           |  |  |  |  |  |  |  |  |  |  |  |  |  |  |  |
| | 7. María Manuela del Rubio y Díaz de Cabrera              |  |  |  |  |  |  |  |  |  |  |  |  |  |  |  |
| |                                                           |  |  |  |  |  |  |  |  |  |  |  |  |  |  |  |
| |                                                           |  |  |  |  |  |  |  |  |  |  |  |  |  |  |  |
| | 30. Antonio Díaz de Cabrera                               |  |  |  |  |  |  |  |  |  |  |  |  |  |  |  |
| |                                                           |  |  |  |  |  |  |  |  |  |  |  |  |  |  |  |
| |                                                           |  |  |  |  |  |  |  |  |  |  |  |  |  |  |  |
| | 15. Isabel Díaz de Cabrera y Gamiz de la Cueva            |  |  |  |  |  |  |  |  |  |  |  |  |  |  |  |
| |                                                           |  |  |  |  |  |  |  |  |  |  |  |  |  |  |  |
| |                                                           |  |  |  |  |  |  |  |  |  |  |  |  |  |  |  |
| | 31. Teresa Gamiz de las Cuevas y Álvarez de Lasarte       |  |  |  |  |  |  |  |  |  |  |  |  |  |  |  |
| |                                                           |  |  |  |  |  |  |  |  |  |  |  |  |  |  |  |
| |                                                           |  |  |  |  |  |  |  |  |  |  |  |  |  |  |  |